# Lista gatunków z rodzaju mniszek
Lista gatunków z rodzaju mniszek (Taraxacum F.H. Wigg.) – lista gatunków rodzaju roślin należącego do rodziny Astrowate (Compositae Gis.). Według The Plant List w obrębie tego rodzaju znajdują się 2332 gatunki o nazwach zweryfikowanych i zaakceptowanych, podczas gdy kolejnych 545 taksonów ma status gatunków niepewnych (niezweryfikowanych). 

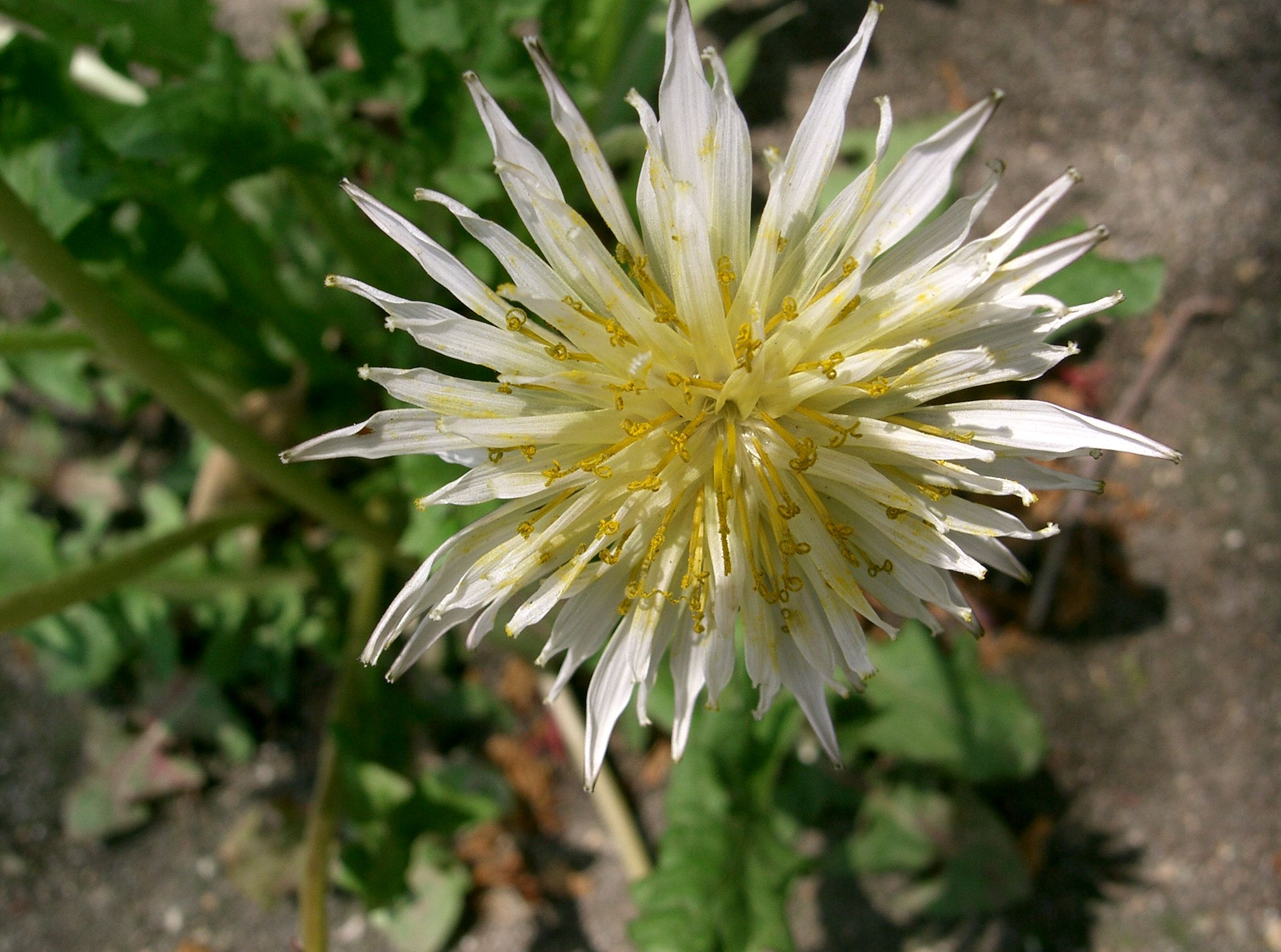
Taraxacum albidum

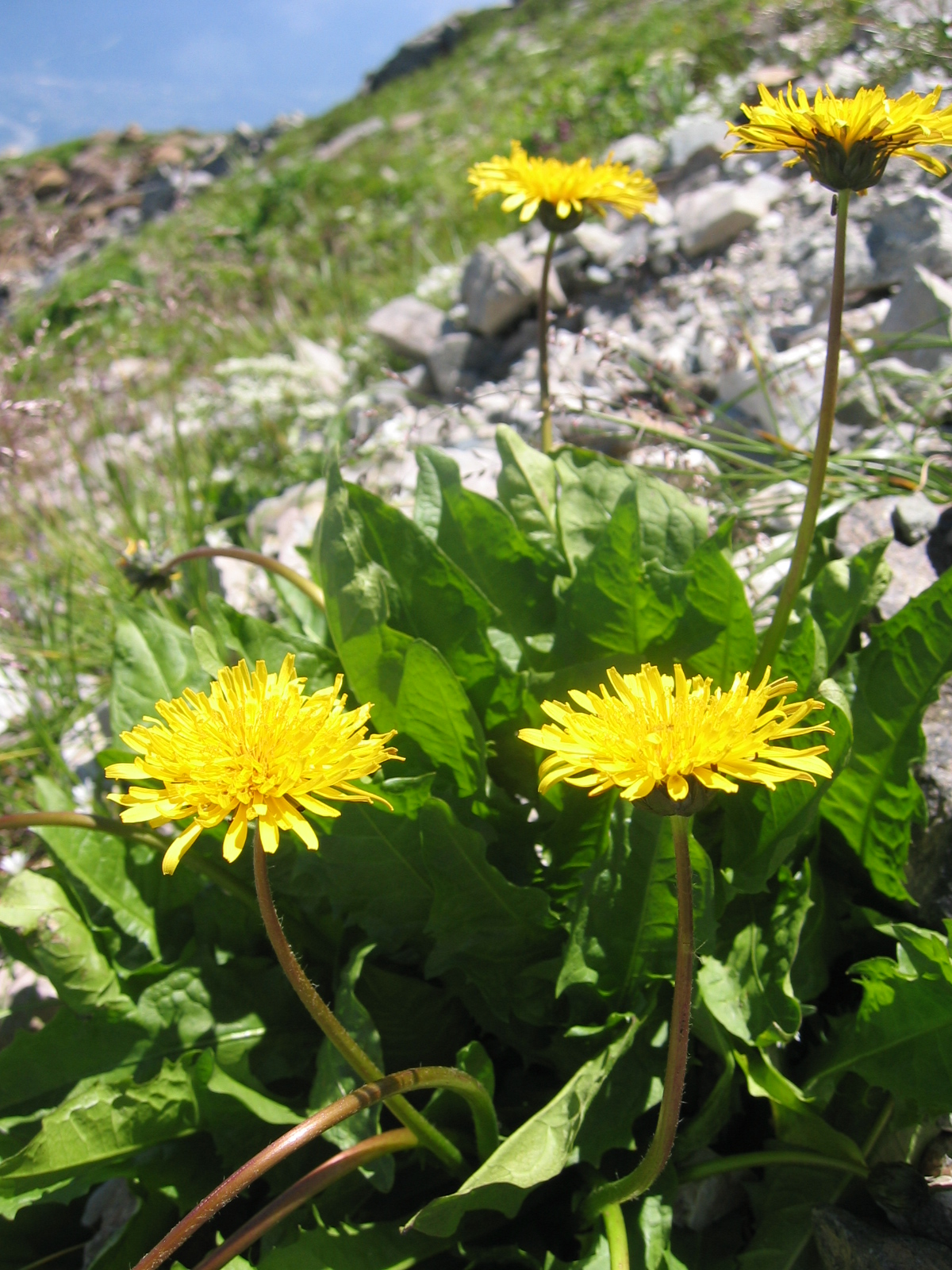
Taraxacum alpicola

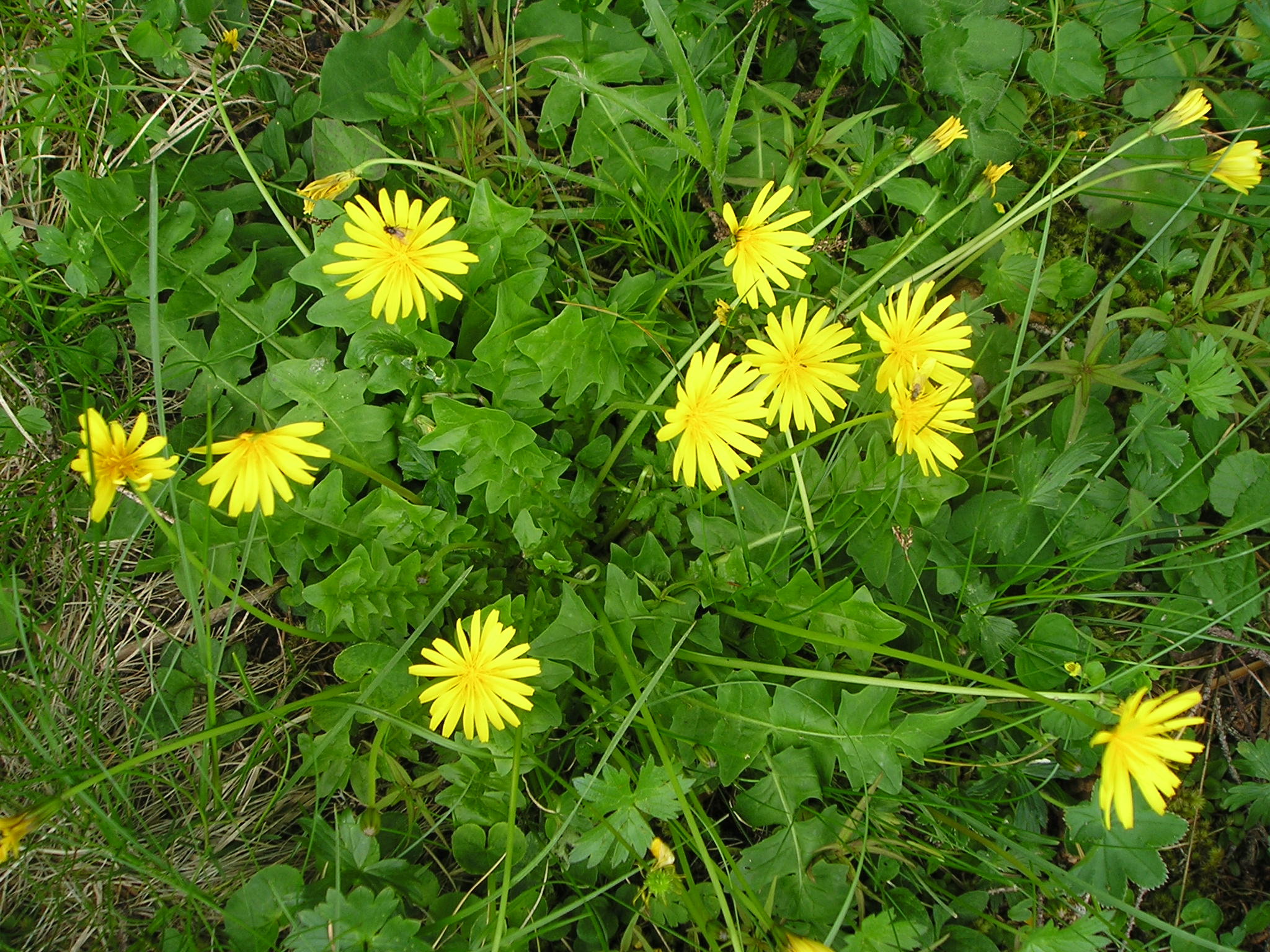
Teraxacum alpinum

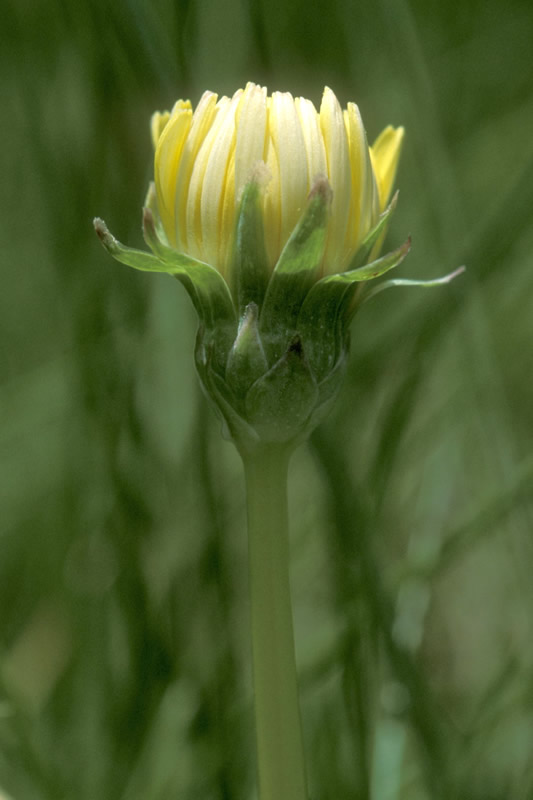
Taraxacum californicum

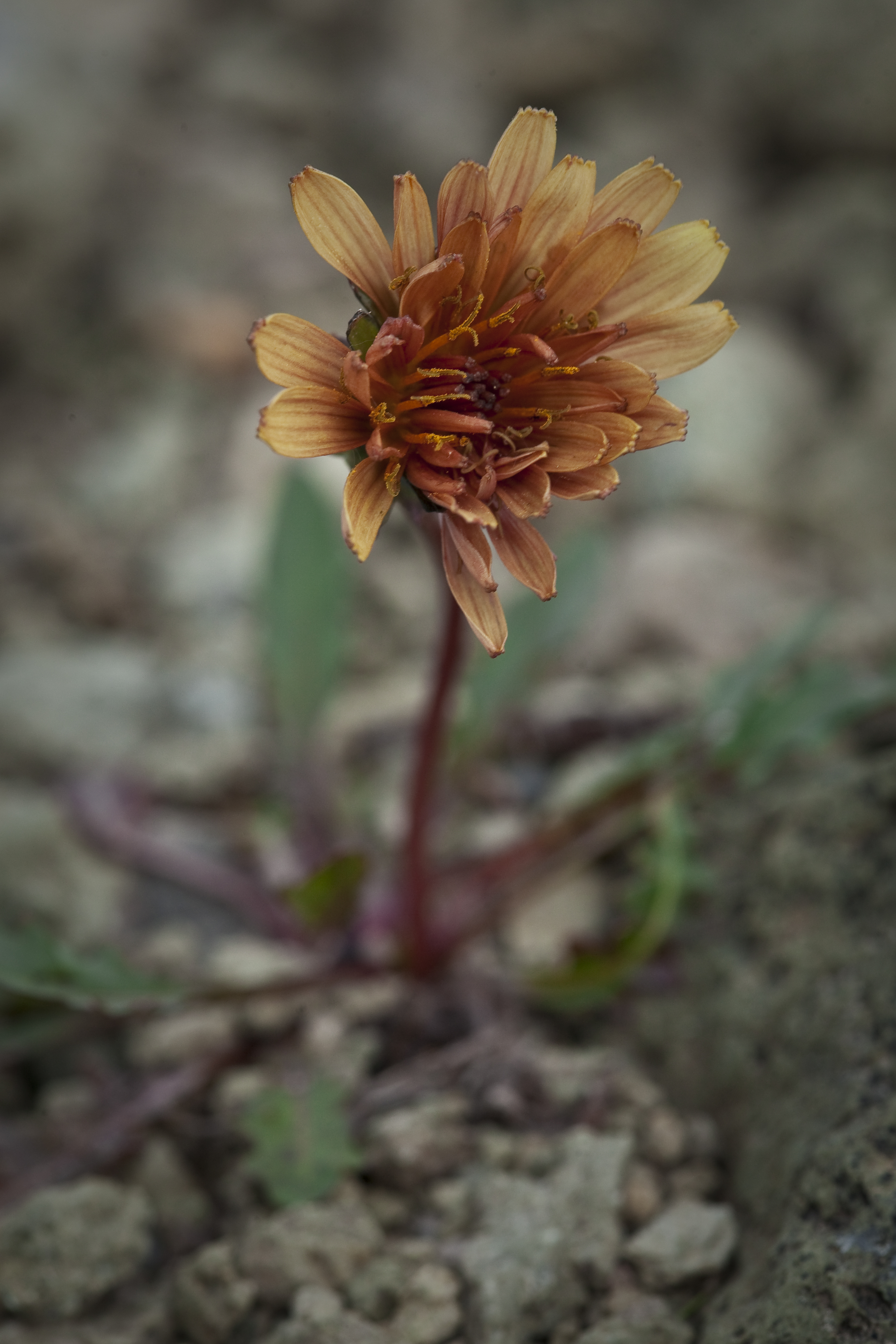
Taraxacum carneocoloratum

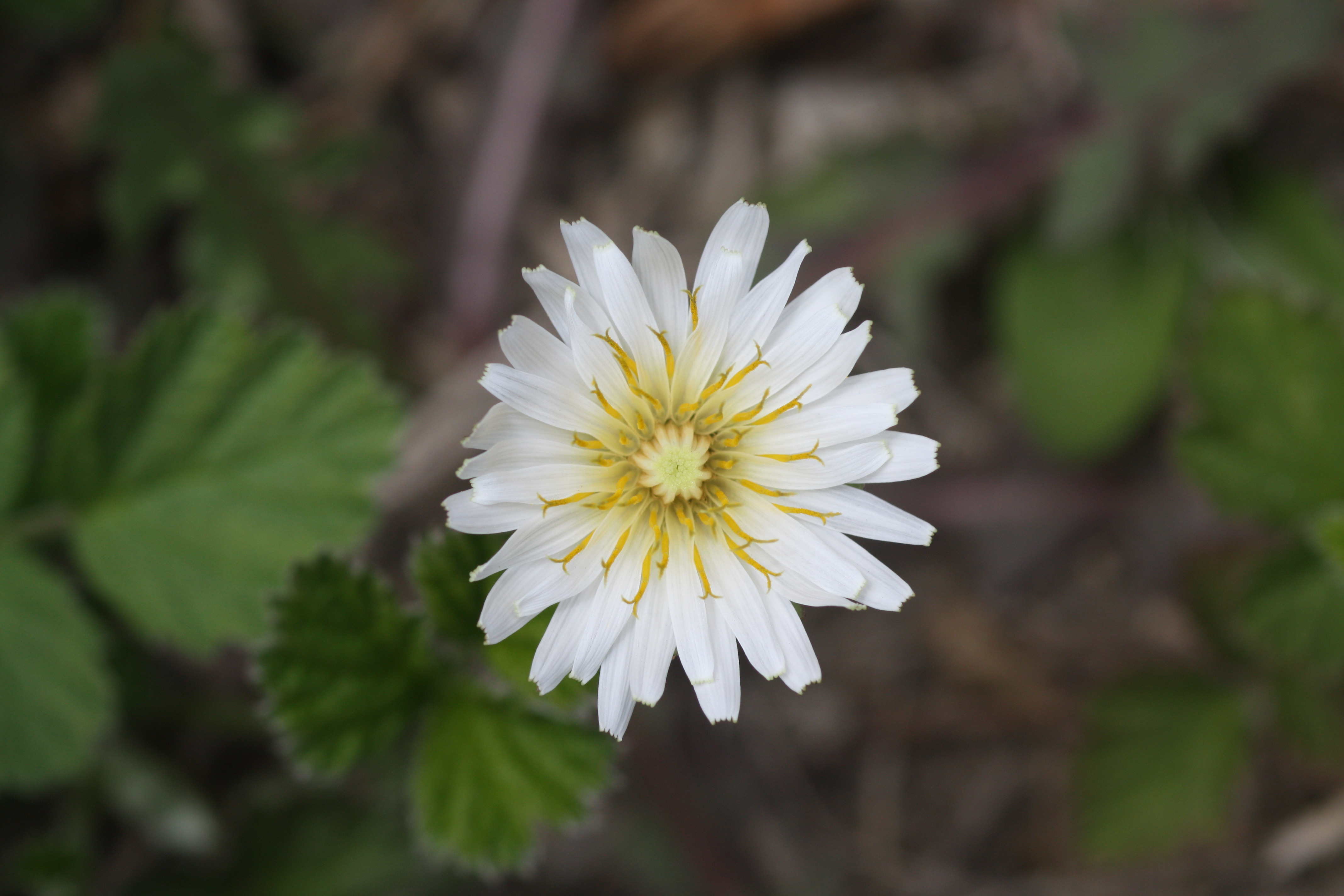
Taraxacum coreanum

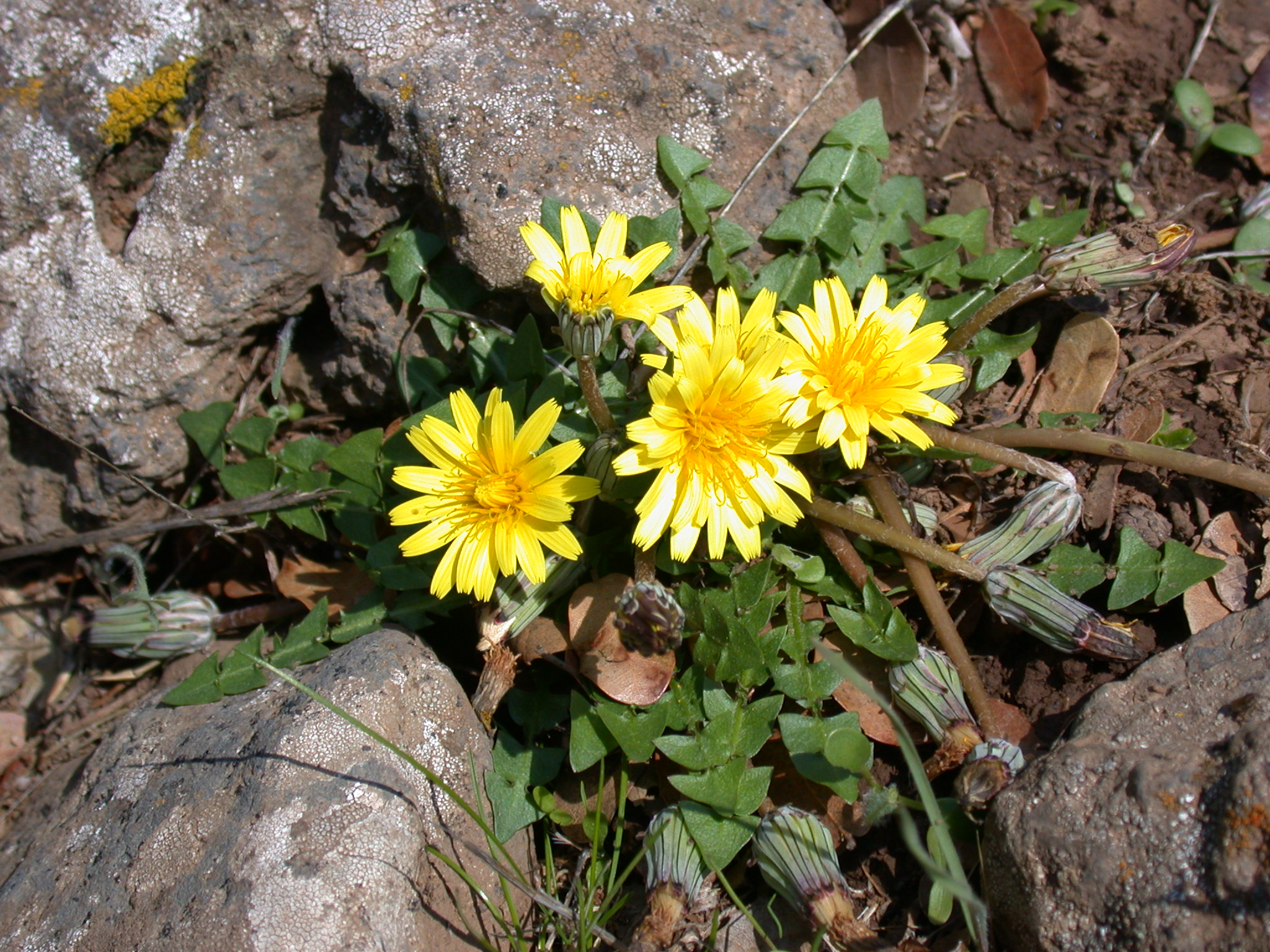
Taraxacum cyprium

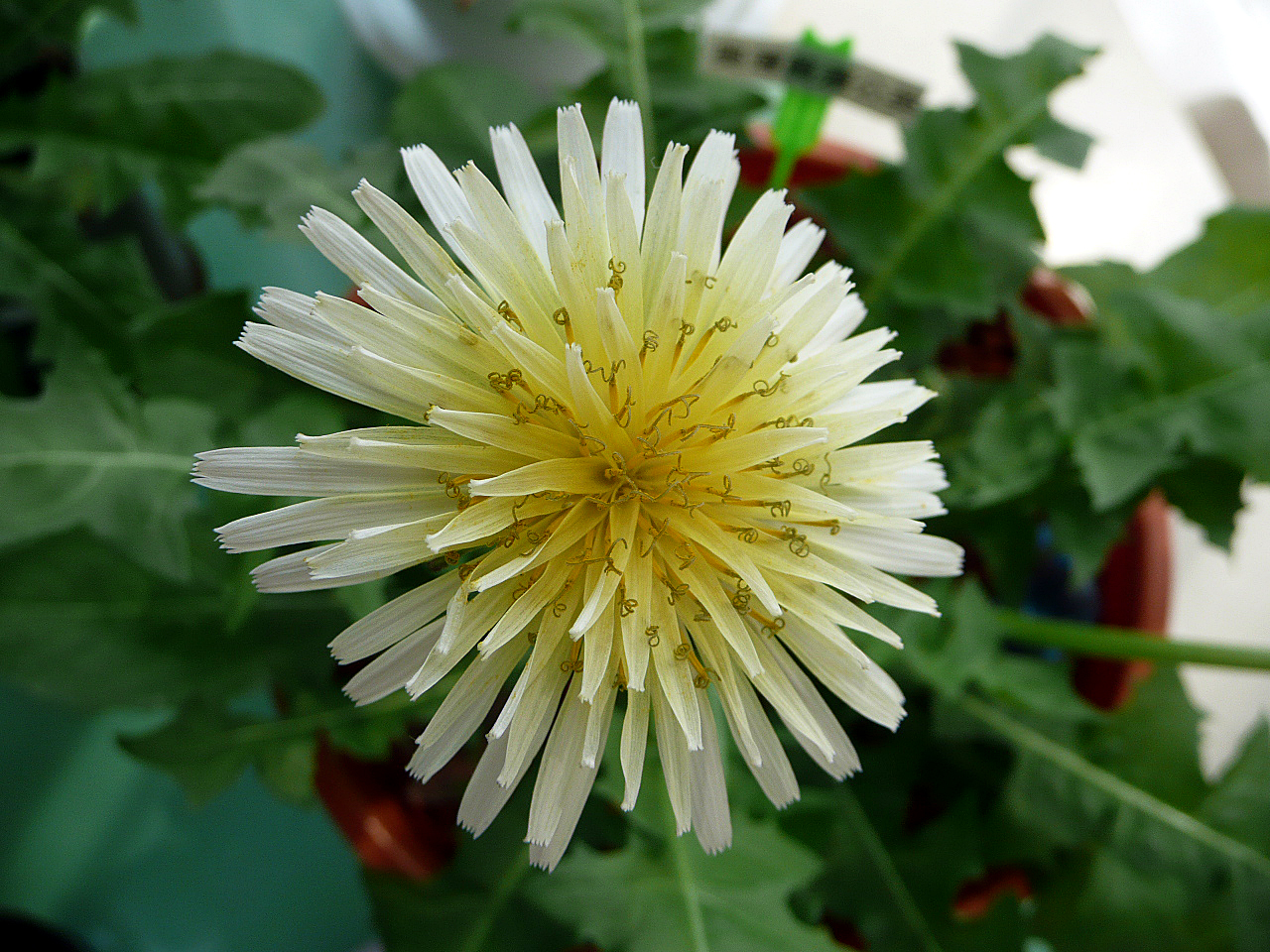
Taraxacum denudatum

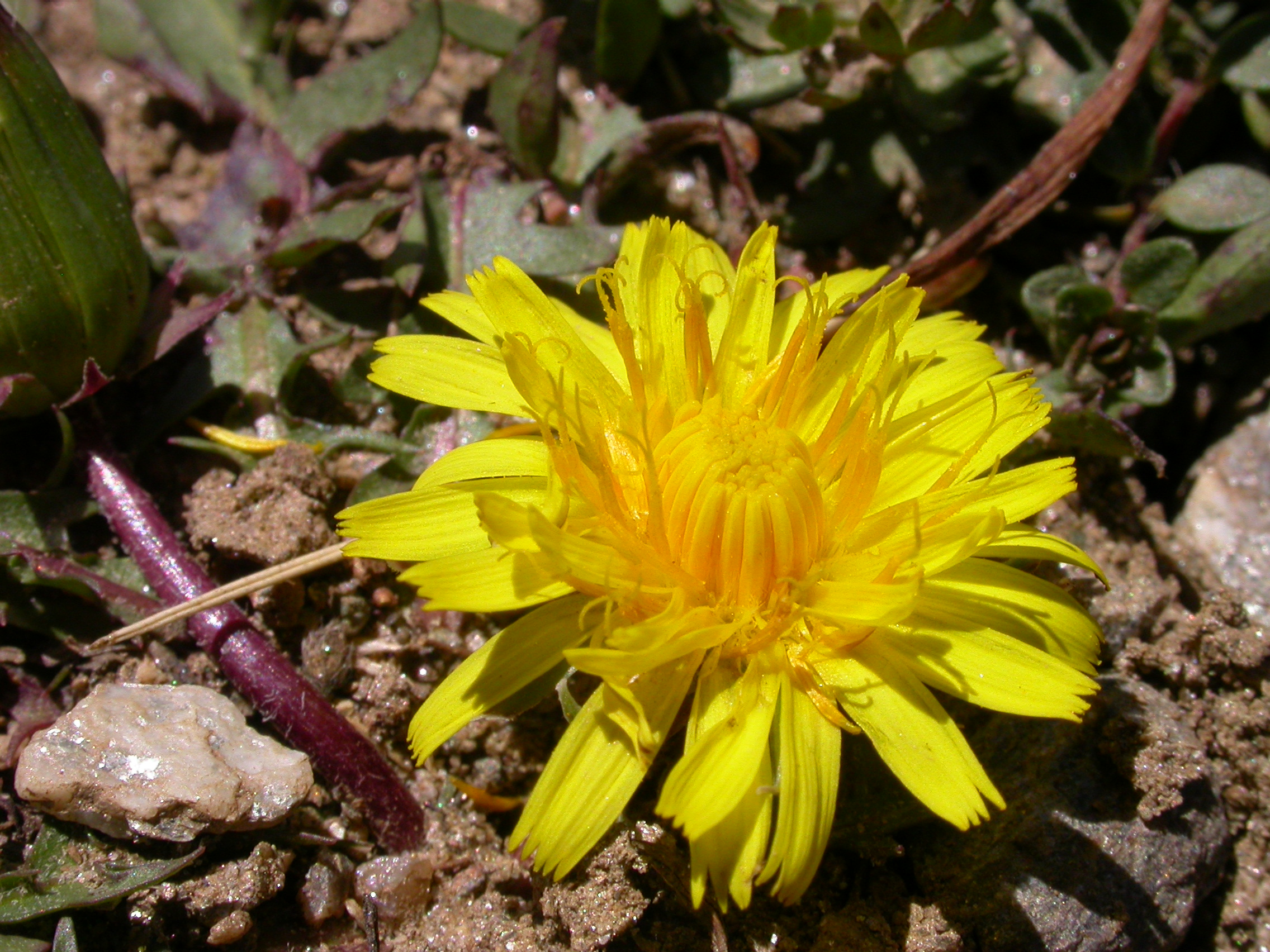
Taraxacum dissectum

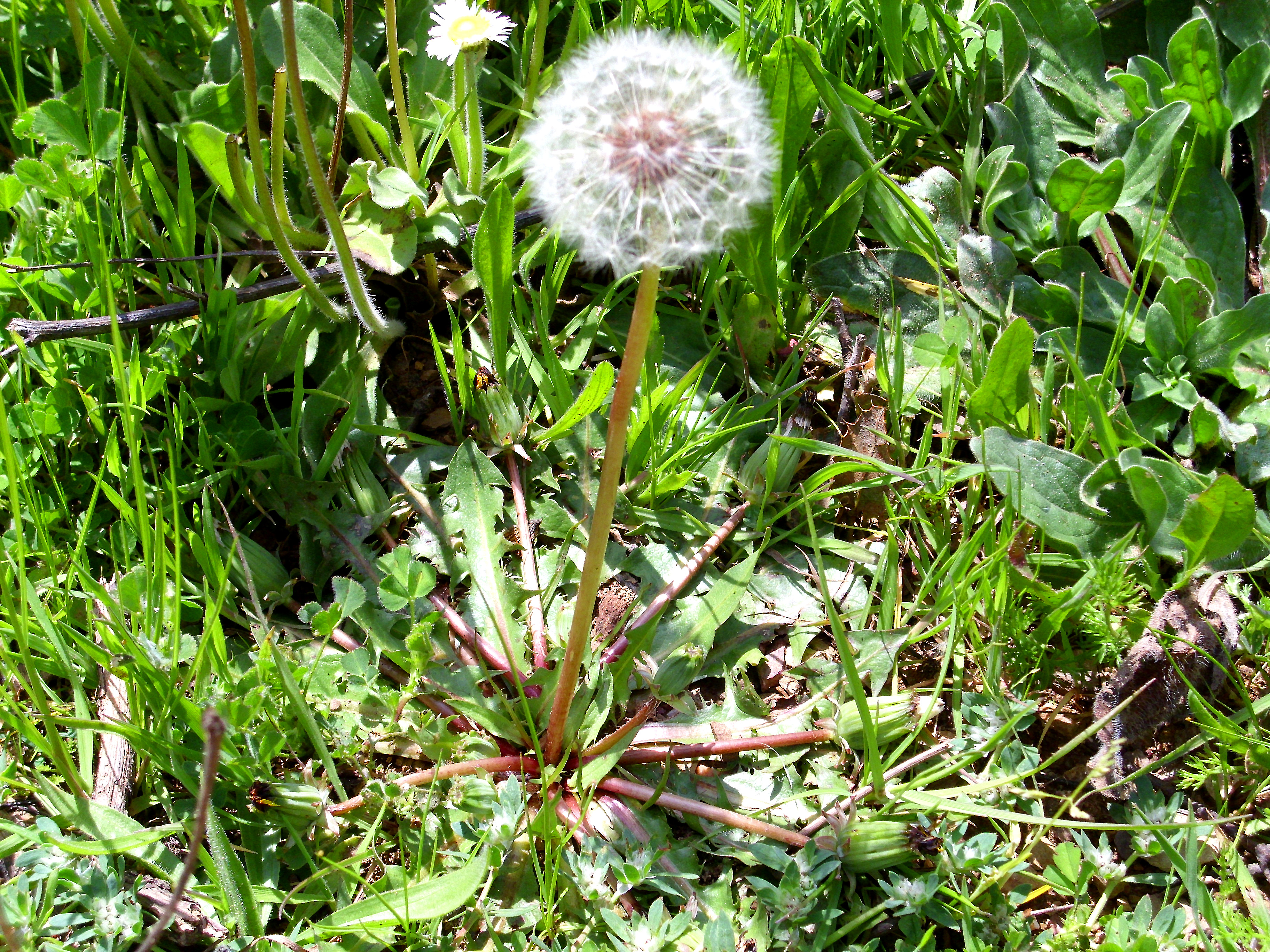
Taraxacum erythrospermum

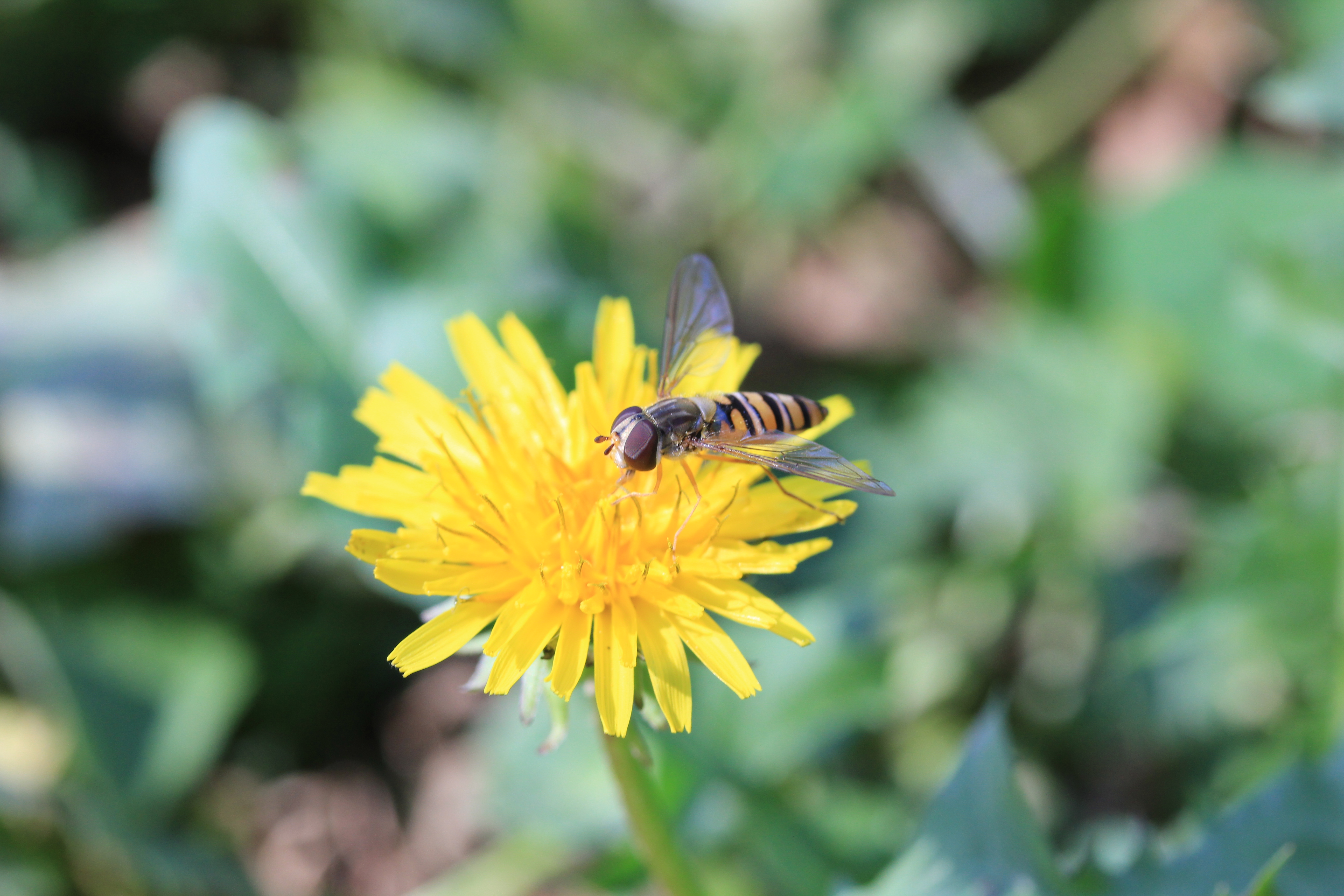
Taraxacum japonicum

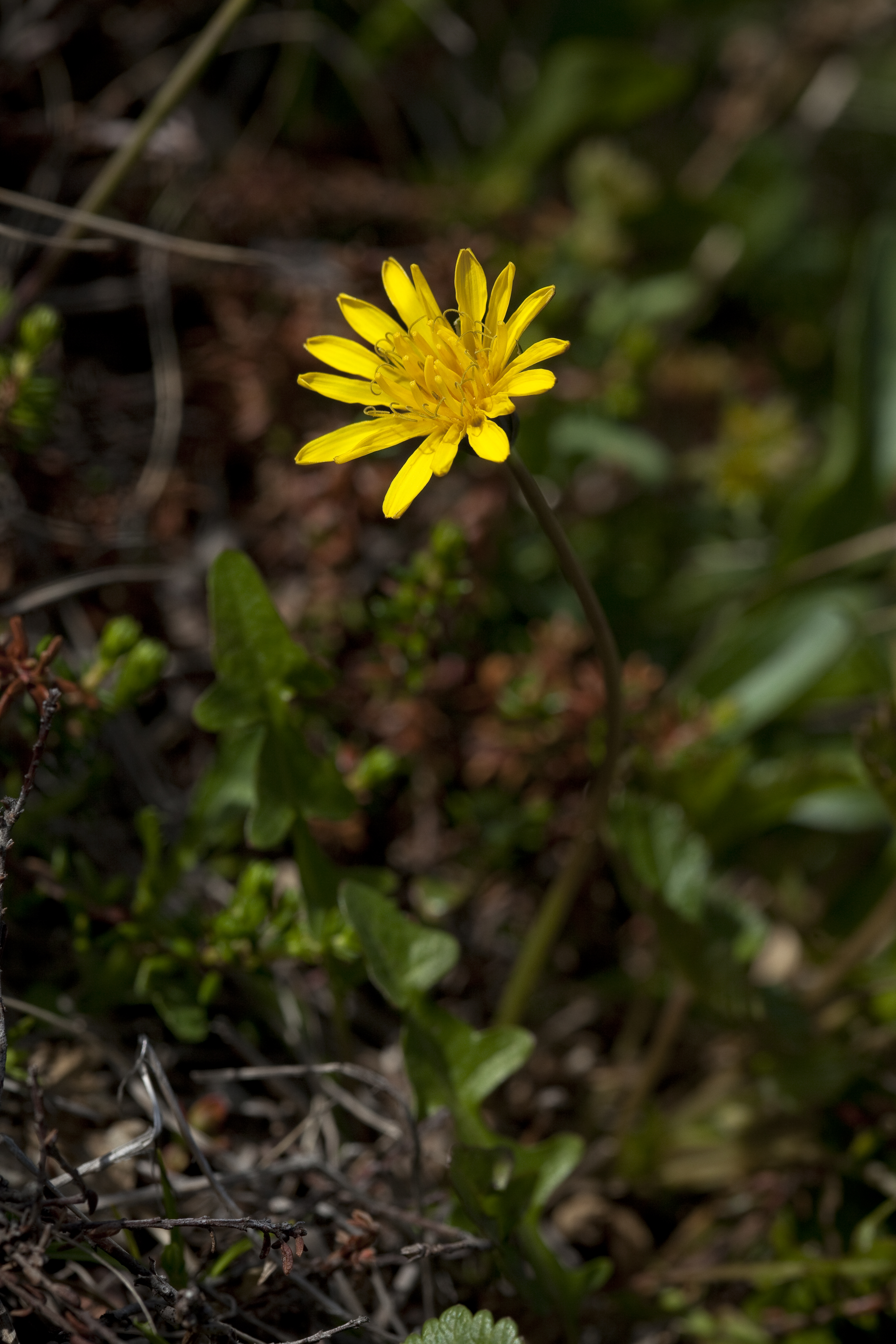
Taraxacum kamtschaticum

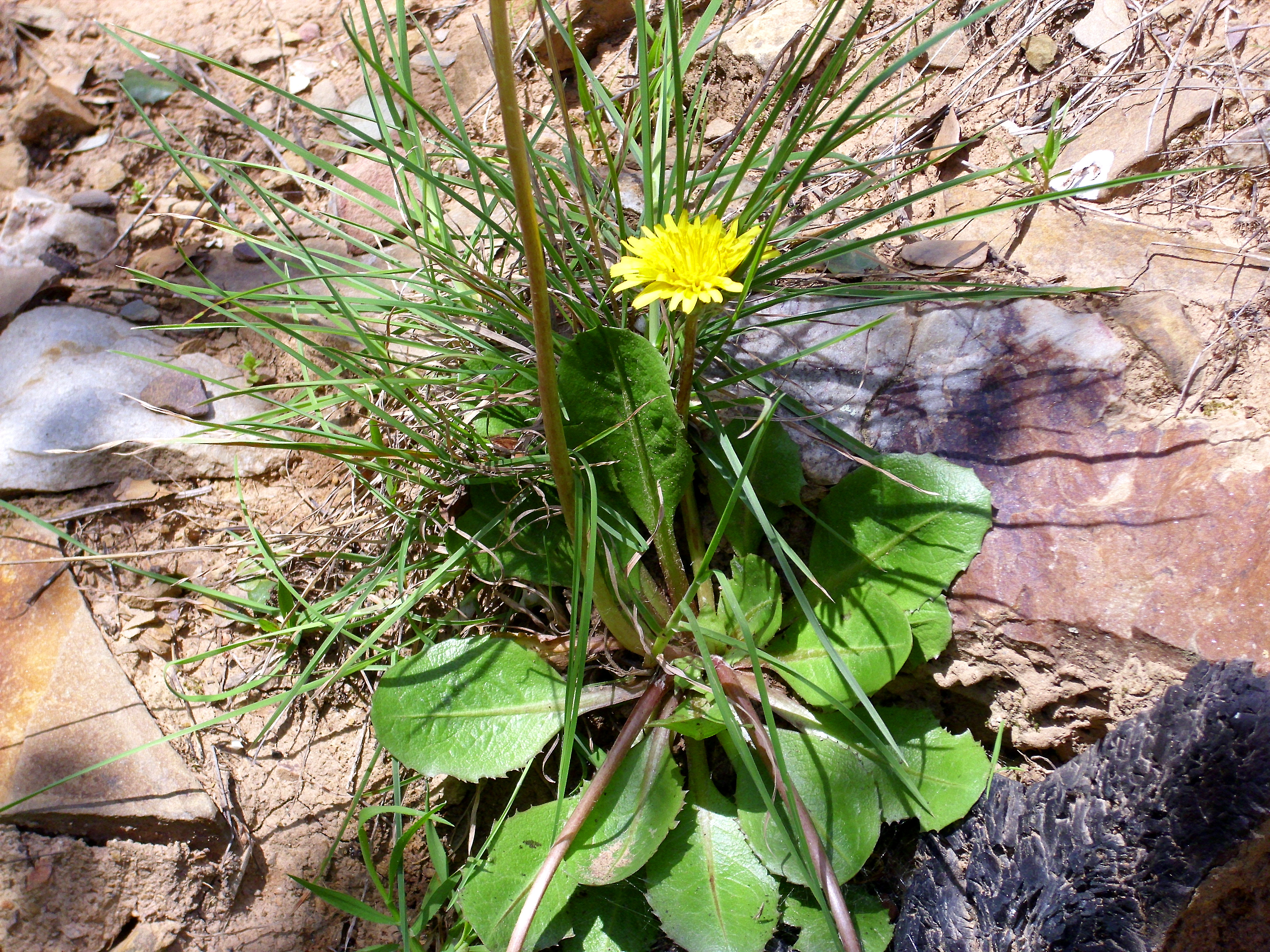
Taraxacum obovatum

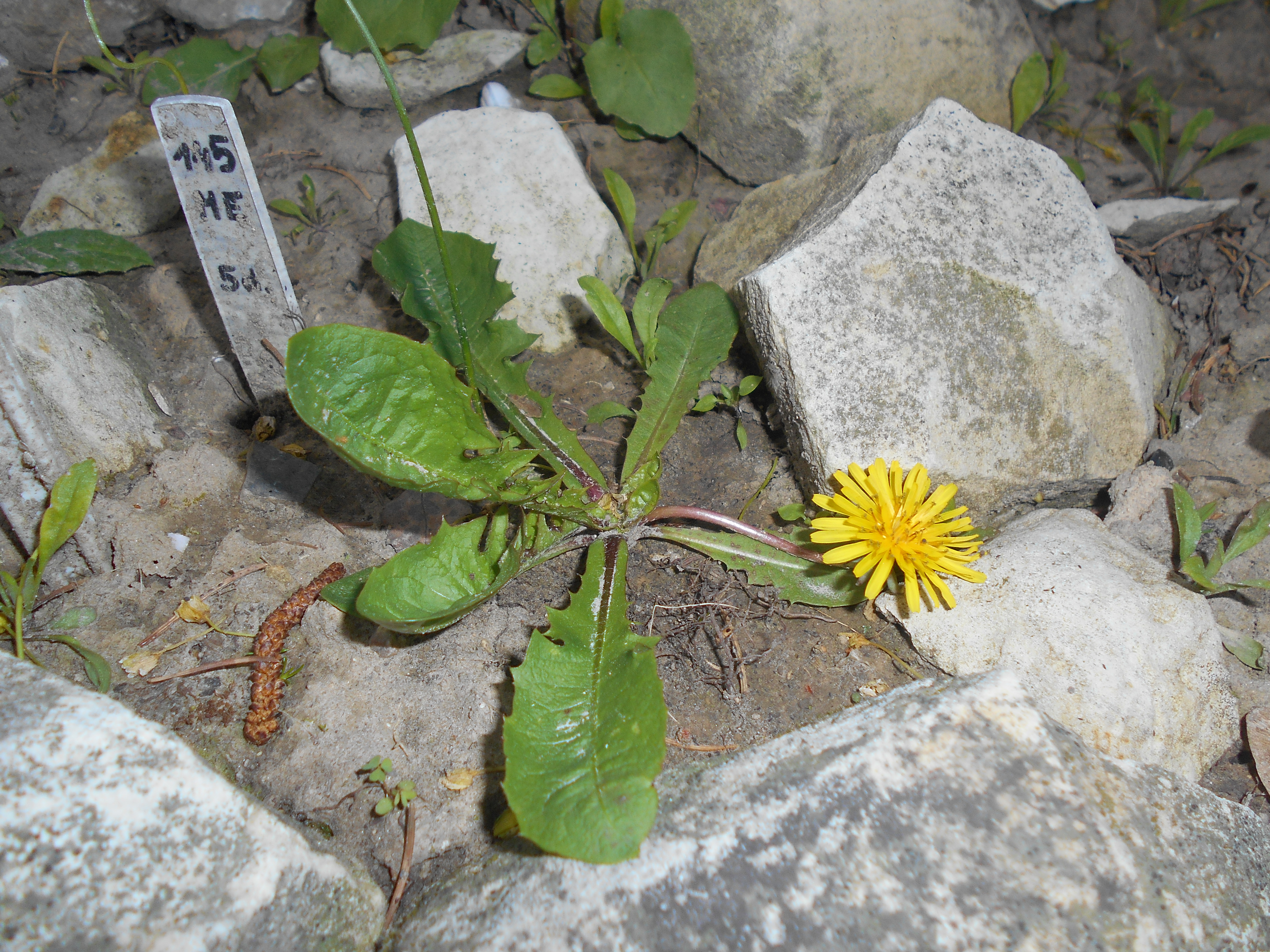
Taraxacum pieninicum

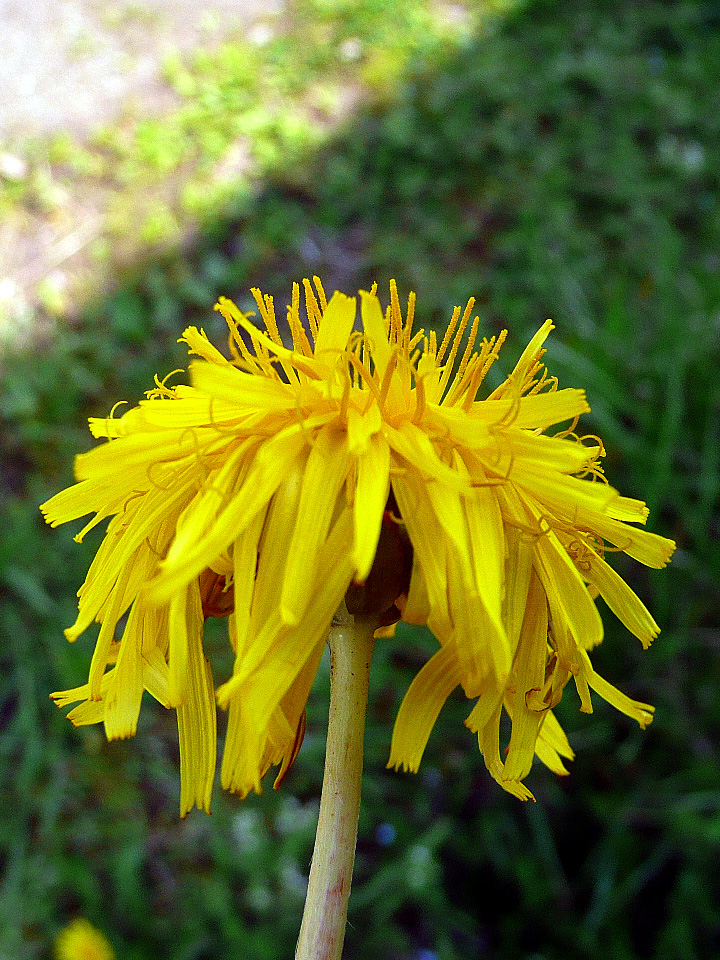
Taraxacum platycarpum

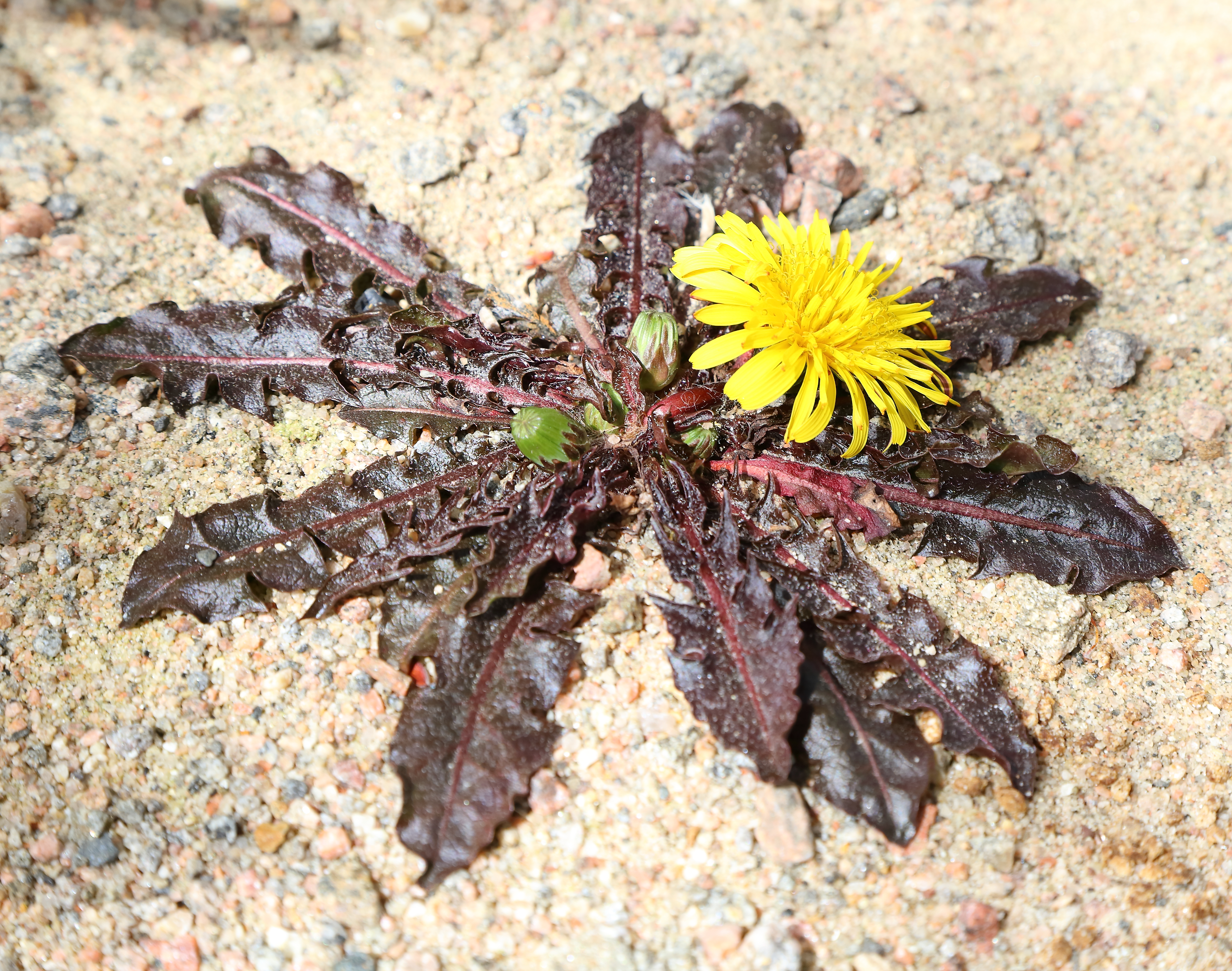
Taraxacum rubifolium

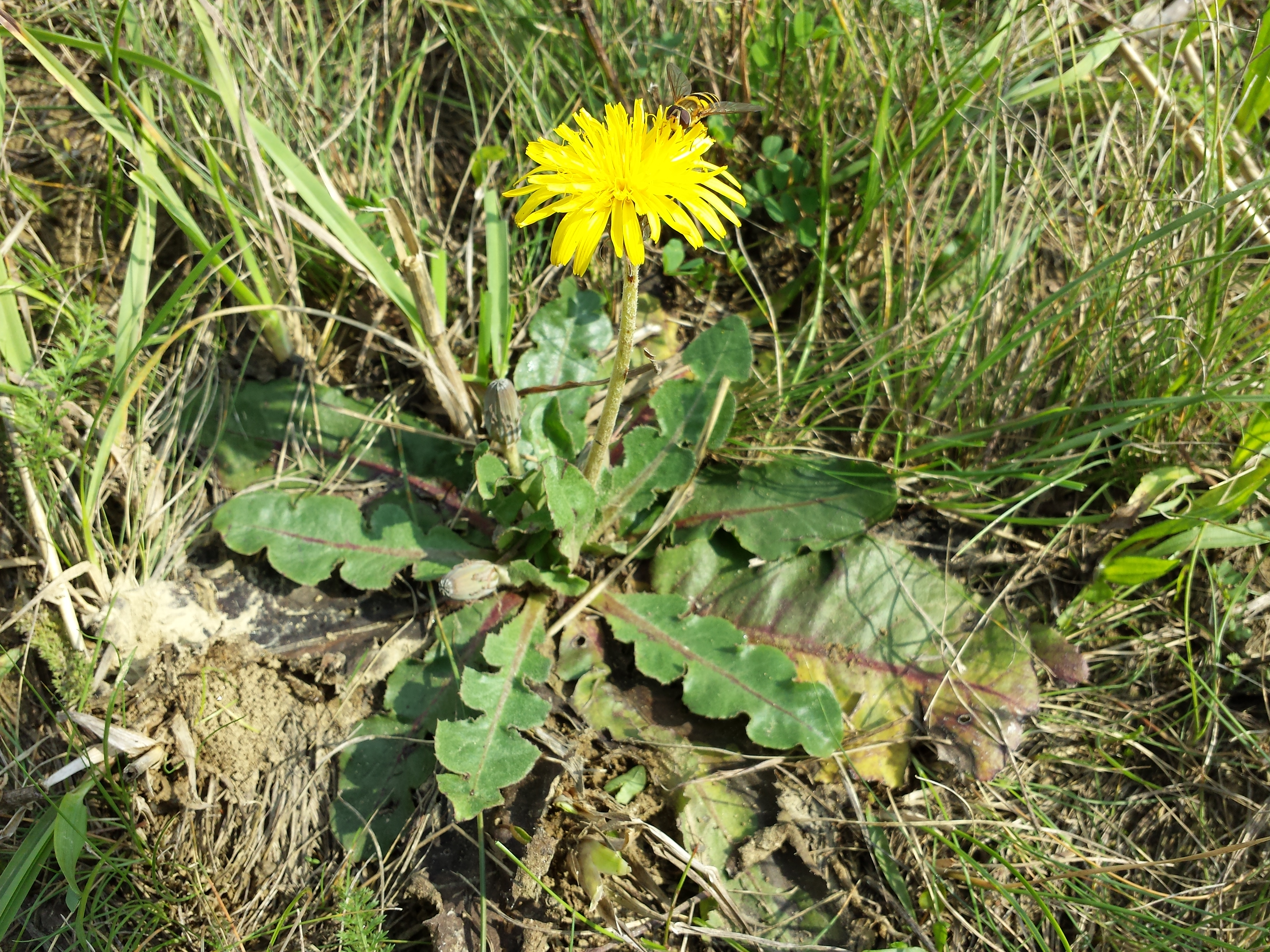
Taraxacum serotinum

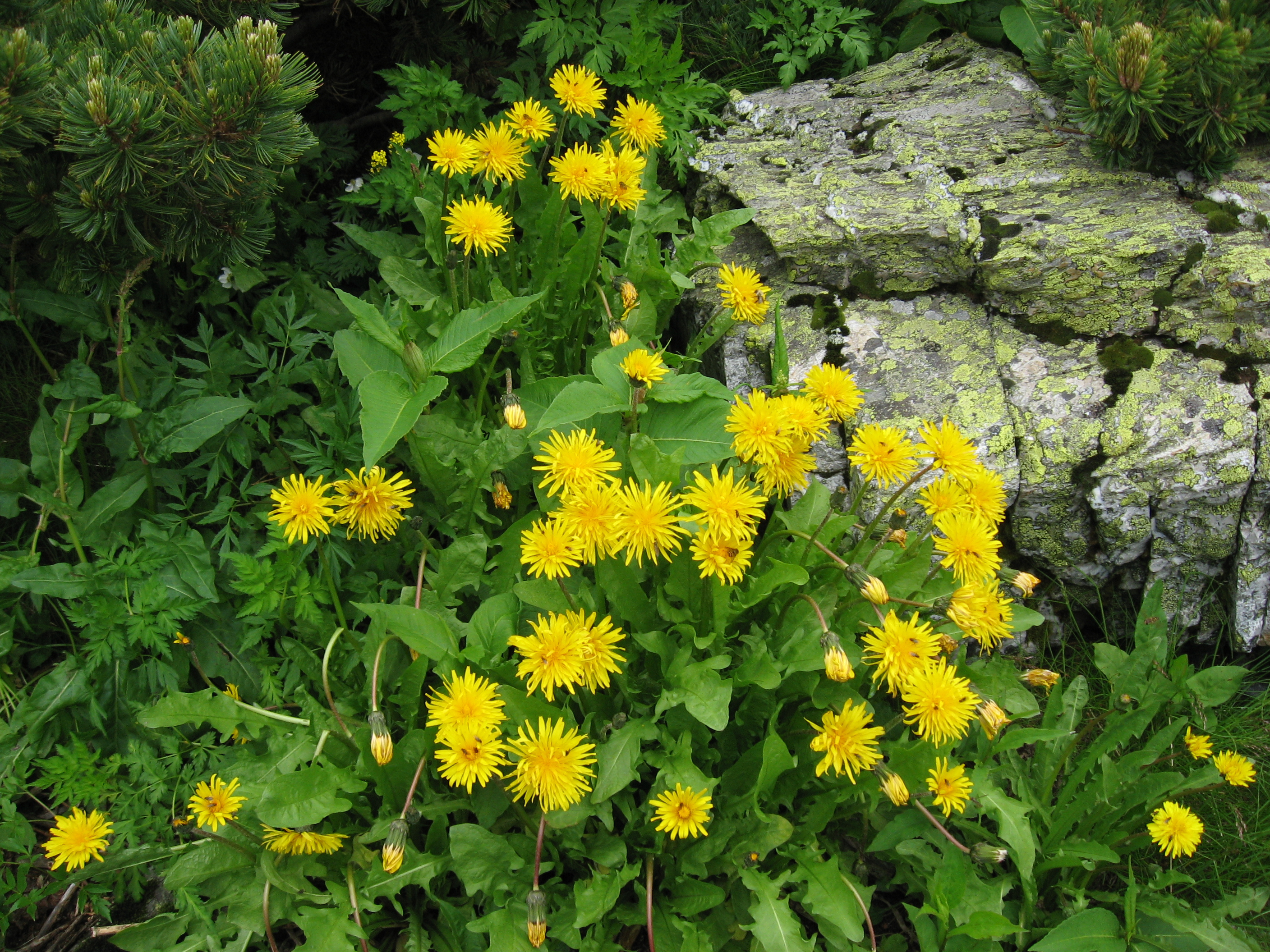
Taraxacum yatsugatakense

- Taraxacum abax Kirschner & Štěpánek
- Taraxacum abbreviatulum Kirschner & Štěpánek
- Taraxacum abbreviatum Rail.
- Taraxacum aberrans Hagend. & al.
- Taraxacum abietifolium Saarsoo
- Taraxacum absurdum Soest
- Taraxacum abundans Rail.
- Taraxacum accedens G.E.Haglund
- Taraxacum acervans Rail.
- Taraxacum acervatulum Rail.
- Taraxacum acidotum M.P.Christ.
- Taraxacum aclidiforme Rail.
- Taraxacum acre H.Øllg.
- Taraxacum acricorne Dahlst.
- Taraxacum acriculum Rail.
- Taraxacum acrifolium Dahlst.
- Taraxacum acrocuspidatum Sonck
- Taraxacum acroglossoides Dahlst.
- Taraxacum acroglossum Dahlst.
- Taraxacum acrolobum Dahlst.
- Taraxacum acromaurum Dahlst.
- Taraxacum acrophorum G.E.Haglund
- Taraxacum acutangulum Markl.
- Taraxacum acutatum M.P.Christ.
- Taraxacum acutidens H.Lindb.
- Taraxacum acutifidum M.P.Christ.
- Taraxacum acutiformatum Rail.
- Taraxacum acutifrons Markl.
- Taraxacum acutisectum Markl.
- Taraxacum acutiusculum Sonck
- Taraxacum acutum A.J.Richards
- Taraxacum adamifolium Sahlin
- Taraxacum adamii Claire
- Taraxacum adglabrum Kirschner & Štěpánek
- Taraxacum admordum Sonck
- Taraxacum adpressiforme G.E.Haglund
- Taraxacum adpressum Dahlst.
- Taraxacum adunans G.E.Haglund
- Taraxacum aduncum Soest
- Taraxacum adversidens Wittzell & H.Øllg.
- Taraxacum aellenii Soest
- Taraxacum aemilianum Foggi & Ricceri
- Taraxacum aeneum Kirschner & Štěpánek
- Taraxacum aequabile G.E.Haglund
- Taraxacum aequilobiforme Soest
- Taraxacum aequilobium Dahlst.
- Taraxacum aequisectum M.P.Christ.
- Taraxacum aereum Soest
- Taraxacum aeruginiceps G.E.Haglund ex Sahlin
- Taraxacum aestivum Soest
- Taraxacum aestuans Sonck
- Taraxacum aetheocranum G.E.Haglund
- Taraxacum aethiopiforme H.Øllg.
- Taraxacum aethiops G.E.Haglund
- Taraxacum afghanicum Soest
- Taraxacum aganophytum Soest
- Taraxacum agaurum Soest
- Taraxacum aginnense Hofstra
- Taraxacum agrarium Sonck
- Taraxacum ahlneri Rail.
- Taraxacum ajanense Vorosch.
- Taraxacum ajanomajense Tzvelev
- Taraxacum akranesense M.P.Christ.
- Taraxacum akteum Hagend. & al.
- Taraxacum alacre Soest
- Taraxacum alaicum Schischk.
- Taraxacum alaid-litorale H.Koidz.
- Taraxacum alaskanum Rydb.
- Taraxacum alatavicum Schischk.
- Taraxacum alatiforme Rail.
- Taraxacum alatopetiolum D.T.Zhai & Z.X. An
- Taraxacum alatum H.Lindb.
- Taraxacum albertshoferi Sahlin
- Taraxacum albescens Dahlst.
- Taraxacum albidum Dahlst.
- Taraxacum albiflos Kirschner & Štěpánek
- Taraxacum albomarginatum A.J.Richards
- Taraxacum albulense Soest
- Taraxacum aleppicum Dahlst.
- Taraxacum aleurodes G.E.Haglund
- Taraxacum algarbiense Soest
- Taraxacum almaatense Schischk.
- Taraxacum alpestre (Tausch) DC.
- Taraxacum alpicola Kitam.
- Taraxacum alsaticum Soest
- Taraxacum altipotens Rail.
- Taraxacum altissimum H.Lindb.bc
- Taraxacum amabile Soest
- Taraxacum amansii Hofstra
- Taraxacum amarellum Kirschner & Štěpánek
- Taraxacum amaurolepis Markl.
- Taraxacum ambitiosum Kirschner & Štěpánek
- Taraxacum amblylepidocarpum Soest
- Taraxacum amborum G.E.Haglund
- Taraxacum ambrosium Kirschner & Štěpánek
- Taraxacum amgense Kuvaev
- Taraxacum ampelophytum Sahlin
- Taraxacum amphilobum M.P.Christ.
- Taraxacum amphiphron Böcher
- Taraxacum amphorifrons Sahlin
- Taraxacum amplexum Sonck
- Taraxacum ampliusculum Rail.
- Taraxacum amplum Markl.
- Taraxacum ampullaceum Saarsoo
- Taraxacum anadyrense Nakai & H.Koidz.
- Taraxacum anadyricum Tzvelev
- Taraxacum ancistratum H.Øllg. & Wittzell
- Taraxacum ancistrolobum Dahlst.
- Taraxacum ancoriferum Hudziok
- Taraxacum andersonii G.E.Haglund
- Taraxacum andorriense Sahlin
- Taraxacum androssovii Schischk.
- Taraxacum anemoomum Soest
- Taraxacum anfractum M.P.Christ.
- Taraxacum anglicum Dahlst.
- Taraxacum angulare Hagend. & al.
- Taraxacum angulatum G.E.Haglund
- Taraxacum anguliferum Rail.
- Taraxacum angusticeps G.E.Haglund ex Soest
- Taraxacum angustisectum H.Lindb.
- Taraxacum angustisquameum Dahlst. ex H.Lindb.
- Taraxacum anomum G.E.Haglund
- Taraxacum antungense Kitag.
- Taraxacum anzobicum Schischk. ex Vainberg
- Taraxacum apargia Kirschner & Štěpánek
- Taraxacum apargiiforme Dahlst.
- Taraxacum apenninum (Ten.) DC.
- Taraxacum aperavtum Soest
- Taraxacum aphanochroum Hagend. & al.
- Taraxacum aphrogenes Meikle
- Taraxacum apicatum Brenner
- Taraxacum apiculatiforme Soest
- Taraxacum apiculatoides Małecka
- Taraxacum apollinis Dahlst.
- Taraxacum aposeris Soest
- Taraxacum appositum M.P.Christ.
- Taraxacum apulicum Soest
- Taraxacum aquilonare Hand.-Mazz.
- Taraxacum aquitanum Hofstra
- Taraxacum arachnoideum Kirschner & Štěpánek
- Taraxacum arachnotrichum Markl.
- Taraxacum aragonicum Sahlin
- Taraxacum araneosum Dahlst.
- Taraxacum arasanum R.Doll
- Taraxacum arcticum (Trautv.) Dahlst.
- Taraxacum arctogenum Dahlst.
- Taraxacum arcuatum (Tausch) Dumort.
- Taraxacum arenastrum A.J.Richards
- Taraxacum arenicola Lindb. ex R.Doll
- Taraxacum argillicola Soest
- Taraxacum argoviense Soest
- Taraxacum argutifrons A.J.Richards
- Taraxacum argutulum G.E.Haglund
- Taraxacum argutum Dahlst.
- Taraxacum aridicola Rail.
- Taraxacum aristum gagland & Markland ex G.E.Haglund & Markl.
- Taraxacum armatifrons Hagend., Soest & Zevenb.
- Taraxacum armatum M.P.Christ.
- Taraxacum armeniacum Schischk.
- Taraxacum arquitenens Rail.
- Taraxacum arrectipes G.E.Haglund
- Taraxacum arrectum Rail.
- Taraxacum arrhenii Palmgr.
- Taraxacum arrigens M.P.Christ.
- Taraxacum artificis Sonck
- Taraxacum artutum Rail.
- Taraxacum arvernum De Langhe & Soest
- Taraxacum ascensum Rail.
- Taraxacum ascitum Rail.
- Taraxacum asconense Dahlst.
- Taraxacum asiaticum Dahlst.
- Taraxacum asperatilobum H.Øllg.
- Taraxacum assemanii Boiss.
- Taraxacum assimulans G.E.Haglund
- Taraxacum assurgens Markl.
- Taraxacum asturiense Soest
- Taraxacum atactum Sahlin & Soest
- Taraxacum atlanticola H.Lindb.
- Taraxacum atlanticum Pomel
- Taraxacum atlantis-majoris H.Lindb.
- Taraxacum atonolobum Hagend. & al.
- Taraxacum atrans Schischk.
- Taraxacum atratum G.E.Haglund
- Taraxacum atricapillum Sonck
- Taraxacum atriceps G.E.Haglund
- Taraxacum atrimarginatum H.Lindb.
- Taraxacum atrocarpum Kirschner & Štěpánek
- Taraxacum atrocephalum Soest
- Taraxacum atroglaucum M.P.Christ.
- Taraxacum atroplumbeum Dahlst.
- Taraxacum atrosquamatum Soest
- Taraxacum atroviride Štěpánek & Trávn.
- Taraxacum atrox Kirschner & Štěpánek
- Taraxacum attenuens Rail.
- Taraxacum aurantellum Soest
- Taraxacum aurantiacum Dahlst.
- Taraxacum aureocucullatum Soest
- Taraxacum auriapex Rail.
- Taraxacum aurorum Soest
- Taraxacum aurosuloides Soest
- Taraxacum aurosulum H.Lindb.
- Taraxacum austrinum G.E.Haglund
- Taraxacum austrotibetanum Kirschner & Štěpánek
- Taraxacum authionense Soest
- Taraxacum autumnale Castagne
- Taraxacum autumnaliforme Soest
- Taraxacum ayllonense A.Galán & Vicente Orell.
- Taraxacum azerbaijanicum Soest
- Taraxacum aznavourii Soest
- Taraxacum azureum M.P.Christ.
- Taraxacum azzizi Soest
- Taraxacum bachczisaraicum Tzvelev
- Taraxacum badachschanicum Schischk.
- Taraxacum badiocinnamomeum Kirschner & Štěpánek
- Taraxacum badzhalense Vorosch. & Schlothg.
- Taraxacum baeckii Rail.
- Taraxacum baeckiiforme Sahlin
- Taraxacum bakuense R.Doll
- Taraxacum balearicum Soest
- Taraxacum balticiforme Dahlst. – mniszek nadmorski
- Taraxacum balticum Dahlst. – mniszek bałtycki
- Taraxacum baltistanicum Soest
- Taraxacum baluchistanicum Soest
- Taraxacum banhyhalense Soest
- Taraxacum barbaricinum Arrigoni
- Taraxacum barbatulum H.Øllg.
- Taraxacum bargusicum Sahlin
- Taraxacum barycephalum G.E.Haglund
- Taraxacum basalticum Soest
- Taraxacum bavaricum Soest
- Taraxacum beckeri Soest
- Taraxacum beeftinkii Hagend. & al.
- Taraxacum behzudicum Soest
- Taraxacum bellicum Sonck
- Taraxacum bellidiforme Soest
- Taraxacum bellum H.Øllg.
- Taraxacum belonodens Soest
- Taraxacum belorussicum Val.N.Tikhom.
- Taraxacum bernhardi Rail.
- Taraxacum berthae C.C.Haw.
- Taraxacum bessarabicum (Hornem.) Hand.-Mazz. – mniszek besarabski
- Taraxacum bezidum R.Doll
- Taraxacum bhutanicum Soest
- Taraxacum bibulum Kirschner & Štěpánek
- Taraxacum bicorne Dahlst.
- Taraxacum bidentilobum Sonck
- Taraxacum bifalcatum Sonck
- Taraxacum biformatum H.Lindb.
- Taraxacum biforme Dahlst.
- Taraxacum binilobatum Sahlin
- Taraxacum bipinnatifidum (Rostrup) Dahlst.
- Taraxacum bisectum Malmio
- Taraxacum bithynicum DC.
- Taraxacum blanditum Sahlin
- Taraxacum blomgrenii G.E.Haglund
- Taraxacum boekmanii Borgv.
- Taraxacum bohemicum Kirschner & Štěpánek
- Taraxacum boldtii H.Lindb.
- Taraxacum borealisinense Kitam.
- Taraxacum boreicedens Rail.
- Taraxacum boreicola Rail.
- Taraxacum boreiforme Sonck
- Taraxacum boreophilum H.Lindb.
- Taraxacum boreum Dahlst.
- Taraxacum borgvallii Dahlst. ex G.E.Haglund
- Taraxacum borovezum R.Doll
- Taraxacum botanicorum Sonck
- Taraxacum botschantzevii Schischk.
- Taraxacum brabanticum Hagend. & al.
- Taraxacum brachycephalum Dahlst.
- Taraxacum brachyceras Dahlst.
- Taraxacum brachyeces G.E.Haglund
- Taraxacum brachyglossoides Soest
- Taraxacum brachyglossum (Dahlst.) Raunk.
- Taraxacum brachylepis Puol.
- Taraxacum brachylobum M.P.Christ.
- Taraxacum brachyoncum G.E.Haglund
- Taraxacum brachypodon Hogl. ex Soest
- Taraxacum brachyrhynchum G.E.Haglund
- Taraxacum bracteatum Dahlst.
- Taraxacum bracteolatum Soest
- Taraxacum brakelii Soest
- Taraxacum brandenburgicum Hudziok
- Taraxacum brassicifolium Kitag.
- Taraxacum braun-blanquetii Soest
- Taraxacum breconense C.C.Haw.
- Taraxacum breve R.Doll
- Taraxacum brevialatum G.E.Haglund
- Taraxacum brevicorne Dahlst.
- Taraxacum brevidentatum Rail.
- Taraxacum brevifloroides Soest
- Taraxacum breviflorum Dahlst.
- Taraxacum brevihastatum M.P.Christ.
- Taraxacum brevilobum M.P.Christ.
- Taraxacum brevipapposum Sonck
- Taraxacum brevipyramidale Rail.
- Taraxacum brevirostre Hand.-Mazz.
- Taraxacum breviscapum A.J.Richards
- Taraxacum brevisectoides Soest
- Taraxacum brevisectum Palmgr.
- Taraxacum brevum R.Doll
- Taraxacum britannicum Dahlst.
- Taraxacum broddesonii Lundev. & H.Øllg.
- Taraxacum brunneum Soest
- Taraxacum bufonium Kirschner & Štěpánek
- Taraxacum bulgaricum Soest
- Taraxacum butkovii Kovalevsk.
- Taraxacum buttleri Soest
- Taraxacum cachkadzorum R.Doll
- Taraxacum cacuminatifrons Rail.
- Taraxacum cacuminatum G.E.Haglund
- Taraxacum caespitans Dahlst.
- Taraxacum caespitosum Soest
- Taraxacum calamistratum G.E.Haglund
- Taraxacum calanthodium Dahlst.
- Taraxacum calanthum Dahlst.
- Taraxacum calcareum Korol.
- Taraxacum calciphilum A.J.Richards & Soest
- Taraxacum caledonicum A.J.Richards
- Taraxacum californicum Munz & I.M.Johnst.
- Taraxacum calliographum G.E.Haglund
- Taraxacum calliops Rech.f.
- Taraxacum callosum Soest
- Taraxacum calocapitatum R.Doll
- Taraxacum calocephaloides A.J.Richards
- Taraxacum calocephalum Hand.-Mazz.
- Taraxacum calochroum Hagend. & al.
- Taraxacum calomorphum G.E.Haglund & Soest
- Taraxacum calophlebium Sonck
- Taraxacum caloschistoides G.E.Haglund ex Sahlin
- Taraxacum caloschistum Dahlst.
- Taraxacum cambricum A.J.Richards
- Taraxacum campoduniense Sahlin
- Taraxacum campylodes G.E.Haglund
- Taraxacum camuratum Rail.
- Taraxacum canaliculatum H.Lindb.
- Taraxacum canarense Soest
- Taraxacum candidatum Kirschner, Štěpánek & Klimeš
- Taraxacum candrianii Soest
- Taraxacum canentifolium Markl.
- Taraxacum caninum Uhlemann
- Taraxacum canophyllum Soest
- Taraxacum canoviride Puol.
- Taraxacum cantabricum A.Galán & Vicente Orell.
- Taraxacum canulum G.E.Haglund
- Taraxacum canum Soest
- Taraxacum capillosum H.Øllg. & Uhlemann
- Taraxacum capnocarpum Dahlst.</small>
- Taraxacum capricum Soest
- Taraxacum caramanicae Lojac.
- Taraxacum cariciphilum Sonck & H.Øllg.
- Taraxacum carinthiacum Soest
- Taraxacum carneocoloratum A.Nelson
- Taraxacum caroli-frederici Rail.
- Taraxacum carptum H.Øllg. & J. Räsänen
- Taraxacum carthamopsis Porsild
- Taraxacum carthusianorum Aquaro & al.
- Taraxacum castaneum Soest
- Taraxacum catalanum Soest
- Taraxacum cataschistum Sahlin
- Taraxacum catenatum Kirschner & Štěpánek
- Taraxacum catodontum Sahlin
- Taraxacum caudatuliforme Soest
- Taraxacum caudatulum Dahlst.
- Taraxacum caudiferum G.E.Haglund
- Taraxacum celticum A.J.Richards
- Taraxacum cenabense Sahlin
- Taraxacum centrasiaticum D.T.Zhai & Z.X. An
- Taraxacum centrotum Sahlin
- Taraxacum cephalum R.Doll
- Taraxacum ceratolepis Kitam.
- Taraxacum ceratolobum Dahlst.
- Taraxacum ceratophorum (Ledeb.) DC.
- Taraxacum cerdanicum Soest
- Taraxacum cereum Kirschner & Štěpánek
- Taraxacum cestodes Rail.
- Taraxacum chamissonis Greene
- Taraxacum chelelobatum Sahlin
- Taraxacum cherwellense A.J.Richards
- Taraxacum chionophilum Dahlst.
- Taraxacum chirieanum Kitam.
- Taraxacum chitralense Soest
- Taraxacum chloodeum M.P.Christ.
- Taraxacum chlorodes G.E.Haglund
- Taraxacum chloroticum Dahlst.
- Taraxacum christelianum Sonck
- Taraxacum christiansenii G.E.Haglund
- Taraxacum chrysophaenum Rail.
- Taraxacum chrysostylum Dahlst.
- Taraxacum ciconium M.P.Christ.
- Taraxacum ciliare Soest
- Taraxacum ciliatum Soest
- Taraxacum cinereum Soest
- Taraxacum cinnamomeum Kirschner & Štěpánek
- Taraxacum circinatum G.E.Haglund
- Taraxacum cirsiifolium H.Koidz.
- Taraxacum ciscaucasicum Schischk.
- Taraxacum citrinum Rail.
- Taraxacum clarum Kirschner & al.
- Taraxacum clavatifrons Sonck
- Taraxacum claviflorum Sahlin
- Taraxacum clitolobum M.P.Christ.
- Taraxacum clovense A.J.Richards
- Taraxacum coacervans Rail.
- Taraxacum coartatum G.E.Haglund
- Taraxacum cochleatoides Rail.
- Taraxacum cochleatophyllum Soest
- Taraxacum cochleatum Dahlst. & H.Lindb.
- Taraxacum cognatum Kirschner & Štěpánek
- Taraxacum collariatum Vorosch.
- Taraxacum collarispinulosum Uhlemann
- Taraxacum collinum DC.
- Taraxacum comitans Kovalevsk.
- Taraxacum commixtiforme Soest
- Taraxacum commixtum G.E.Haglund
- Taraxacum compactum Schischk.
- Taraxacum complicatum Soest
- Taraxacum comtulum G.E.Haglund
- Taraxacum concaviformatum Rail.
- Taraxacum concavum M.P.Christ.
- Taraxacum concinnaticeps Rail.
- Taraxacum concinnum G.E.Haglund
- Taraxacum concolor H.Lindb.
- Taraxacum concucullatum A.J.Richards
- Taraxacum conforme Palmgr.
- Taraxacum confusum Schischk.
- Taraxacum congestilobum Soest
- Taraxacum congestum G.E.Haglund & Saarsoo
- Taraxacum conicum R.Doll
- Taraxacum consanguineum Kirschner & Štěpánek
- Taraxacum constrictiforme Rail.
- Taraxacum constrictifrons Markl. ex Markl.
- Taraxacum continium G.E.Haglund ex Sahlin
- Taraxacum contractum Markl.
- Taraxacum contristans Kovalevsk.
- Taraxacum conturbatum Sonck
- Taraxacum convergentilobatum Rail.
- Taraxacum convexum Dahlst.
- Taraxacum cophocentrum Dahlst.
- Taraxacum copidophylloides A.J.Richards & Sonck
- Taraxacum copidophyllum Dahlst.
- Taraxacum cordatifolium Soest
- Taraxacum cordatifrons M.P.Christ.
- Taraxacum cordatum Palmgr.
- Taraxacum cordiferum Markl.
- Taraxacum coreanum Nakai
- Taraxacum corneolum Rail.
- Taraxacum cornubiense A.J.Richards
- Taraxacum cornutum (Dahlst.) Dahlst.
- Taraxacum coronatum Hand.-Mazz.
- Taraxacum corpulentum Rail.
- Taraxacum corsicum Soest
- Taraxacum corynodes G.E.Haglund
- Taraxacum corynodiforme Hagend. & al.
- Taraxacum coryphorum Sahlin
- Taraxacum coverum R.Doll
- Taraxacum craspedotoides A.J.Richards
- Taraxacum craspedotum Dahlst.
- Taraxacum crassipes H.Lindb.
- Taraxacum crassiusculum Rail.
- Taraxacum crassum H.Øllg. & Trávn.
- Taraxacum crebridens H.Lindb.
- Taraxacum crispatum Dahlst.
- Taraxacum crispifolium H.Lindb.
- Taraxacum crispifrons M.P.Christ.
- Taraxacum crispulum G.E.Haglund
- Taraxacum cristatum Kirschner & al.
- Taraxacum croceicarpum Soest
- Taraxacum croceifloroides Soest
- Taraxacum croceiflorum Dahlst.
- Taraxacum crocellum Soest
- Taraxacum croceum Dahlst.
- Taraxacum crocinum (Dahlst.) G.E.Haglund & Nordenst.
- Taraxacum crocodes Dahlst.
- Taraxacum cucullatiforme Soest
- Taraxacum cucullatum Dahlst.
- Taraxacum cultratum G.E.Haglund ex Soest
- Taraxacum cumulatum Rail.
- Taraxacum cuneatum Sonck
- Taraxacum curtifrons H.Øllg.
- Taraxacum curvatum Dahlst.
- Taraxacum curvidens M.P.Christ.
- Taraxacum curvilobatum Sahlin
- Taraxacum cuspidatum Markl.
- Taraxacum cuspidifrons Markl.
- Taraxacum cuspidigerum Rail.
- Taraxacum cuzcense A.J.Richards
- Taraxacum cyanolepidiforme Soest
- Taraxacum cyanolepis Dahlst.
- Taraxacum cyathiforme Kirschner & Štěpánek
- Taraxacum cyclocentrum M.P.Christ.
- Taraxacum cycloides Rail.
- Taraxacum cygnorum Hand.-Mazz.
- Taraxacum cylleneum Fürnkranz
- Taraxacum cymbifolium H.Lindb. ex Dahlst.
- Taraxacum cyprium H.Lindb.
- Taraxacum cyrtolobum G.E.Haglund
- Taraxacum cyrtum Sahlin
- Taraxacum czaunense Jurtzev & Tzvelev
- Taraxacum czukoticum Jurtzev
- Taraxacum dahlii Dahlst.
- Taraxacum dahlstedtii H.Lindb.
- Taraxacum damnabile Kirschner & Štěpánek
- Taraxacum danubiense Sahlin
- Taraxacum danubium A.J.Richards
- Taraxacum darbandense Soest
- Taraxacum dargilanicum Sonck
- Taraxacum darschajense Orazova
- Taraxacum darvasicum Vainberg
- Taraxacum dasypodum Soest
- Taraxacum dasypogonum Rail.
- Taraxacum davidssonii M.P.Christ.
- Taraxacum davisii Soest
- Taraxacum davosense Soest
- Taraxacum dealbatum Hand.-Mazz.
- Taraxacum debrayi Hagend. & al.
- Taraxacum decastroi A.Galán & Vicente Orell.
- Taraxacum decipiens Raunk.
- Taraxacum declive M.P.Christ.
- Taraxacum declivicola Kirschner & al.
- Taraxacum decolorans Dahlst.
- Taraxacum decorum Dahlst.
- Taraxacum decrepitum Kirschner & Štěpánek
- Taraxacum degelii G.E.Haglund
- Taraxacum delanghei Soest
- Taraxacum delectum Uhlemann
- Taraxacum delicatum Kirschner & Štěpánek
- Taraxacum delphicum Dahlst.
- Taraxacum deltoideum G.E.Haglund
- Taraxacum deltoidifrons H.Øllg.
- Taraxacum deludens Kirschner & Štěpánek
- Taraxacum deminutum Kirschner & Štěpánek
- Taraxacum demotes Sahlin
- Taraxacum densilobum Dahlst.
- Taraxacum dentatum Kirschner & Štěpánek
- Taraxacum dentex M.P.Christ.
- Taraxacum denticulatum Hagend. & al.
- Taraxacum dentilobum Soest
- Taraxacum dentisquamosum Rail.
- Taraxacum dentosum M.P.Christ.
- Taraxacum denudatum H.Koidz.
- Taraxacum deorum A.J.Richards
- Taraxacum desertorum Schischk.
- Taraxacum desideratum Sonck
- Taraxacum detonsum Olojsson & Såltin
- Taraxacum devexum M.P.Christ.
- Taraxacum devians Dahlst.
- Taraxacum dialeptum Sonck
- Taraxacum diaphorum G.E.Haglund
- Taraxacum diapyrum Soest
- Taraxacum diastematicum Markl.
- Taraxacum didymifolium Soest
- Taraxacum dilaceratum M.P.Christ.
- Taraxacum dilaniatum Rail.
- Taraxacum dilatatum H.Lindb.
- Taraxacum dilucidum Soest
- Taraxacum dilutisquameum M.P.Christ.
- Taraxacum dilutum Dahlst.
- Taraxacum discretum H.Øllg.
- Taraxacum dispar G.E.Haglund
- Taraxacum dissectiforme Soest
- Taraxacum dissectum (Ledeb.) Ledeb.
- Taraxacum disseminatoides A.J.Richards
- Taraxacum disseminatum G.E.Haglund
- Taraxacum dissimile Dahlst.
- Taraxacum dissonum Rail.
- Taraxacum distans G.E.Haglund
- Taraxacum distantijugum Sahlin
- Taraxacum distantilobum H.Lindb.
- Taraxacum distinctilobum H.Øllg.
- Taraxacum distinctum H.Lindb.
- Taraxacum divarium Sahlin
- Taraxacum diversicolor Sonck
- Taraxacum diversiflorum M.P.Christ.
- Taraxacum diversifolium G.E.Haglund
- Taraxacum diversilobum G.E.Haglund
- Taraxacum divinum Sonck
- Taraxacum divulsifolium Soest
- Taraxacum divulsiforme R.Doll
- Taraxacum divulsum G.E.Haglund
- Taraxacum dolichocentrum M.P.Christ.
- Taraxacum dolomiticum Soest
- Taraxacum domabile Kirschner & Štěpánek
- Taraxacum dombaiense R.Doll
- Taraxacum dorchocarpum Soest
- Taraxacum dovrense (Dahlst.) Dahlst.
- Taraxacum drucei Dahlst.
- Taraxacum dubium Soest
- Taraxacum ducommunii Soest
- Taraxacum dumetorum Greene
- Taraxacum dunense Soest
- Taraxacum dunenseforme Sonck
- Taraxacum duplidentifrons Dahlst.
- Taraxacum duriense Soest
- Taraxacum duvigneaudii Soest
- Taraxacum ecmiadzinum R.Doll
- Taraxacum ecornutum Kovalevsk.
- Taraxacum edessicoides Uhlemann
- Taraxacum edessicum Sonck
- Taraxacum edmondsonianum H.Øllg.
- Taraxacum edytomum G.E.Haglund
- Taraxacum effusum Hagend. & al.
- Taraxacum egilsstadirense M.P.Christ.
- Taraxacum egnatiae Sonck
- Taraxacum egregium Markl.
- Taraxacum ekmanii Dahlst.
- Taraxacum ekmaniiforme Hagend. & al.
- Taraxacum elaverinum Sahlin
- Taraxacum elegans Soest
- Taraxacum elegantiforme Soest
- Taraxacum elegantius Kirschner & al.
- Taraxacum elongatifrons G.E.Haglund
- Taraxacum elongatihastatum W.Koch & Soest
- Taraxacum elongatum Kovalevsk.
- Taraxacum eminens Soest
- Taraxacum engadinense Soest
- Taraxacum enontekiense Rail.
- Taraxacum ensiculare Rail.
- Taraxacum ensigerum G.E.Haglund
- Taraxacum epacroides Puol.
- Taraxacum epacrum Dahlst.
- Taraxacum epirense Soest
- Taraxacum erectiusculilobatum Rail.
- Taraxacum erici H.Øllg. & J. Räsänen
- Taraxacum ericinoides "Hagendijk, Soest & Zevenb."
- Taraxacum eriobasis Kovalevsk.
- Taraxacum eriocarpum H.Hartmann
- Taraxacum eriophorum Rydb.
- Taraxacum eriopodum (D.Don) DC.
- Taraxacum erioscapum H.Hartmann
- Taraxacum erntrum Soest
- Taraxacum erostre Zakirov
- Taraxacum erythrocarpum Kirschner & Štěpánek
- Taraxacum erythropodum G.E.Haglund
- Taraxacum erythrospermum Andrz. ex Besser
- Taraxacum erzincanense R.Doll
- Taraxacum espinulosum M.P.Christ.
- Taraxacum estonicum Markl.
- Taraxacum estrelense A.Galán & Vicente Orell.
- Taraxacum etchebarnei Sonck
- Taraxacum eudontum Sahlin
- Taraxacum euoplocarpum Markl.
- Taraxacum euranum Soest
- Taraxacum euryanthes G.E.Haglund ex Soest
- Taraxacum eurylepium Dahlst.
- Taraxacum eurylobum G.E.Haglund
- Taraxacum euryphyllum (Dahlst.) M.P.Christ.
- Taraxacum evittatum Dahlst.
- Taraxacum exacutum Markl.
- Taraxacum excellens Dahlst.
- Taraxacum exiguiceps Markl.
- Taraxacum exiguum Soest
- Taraxacum eximium Dahlst.
- Taraxacum expallidiforme Dahlst.
- Taraxacum expallidum Dahlst.
- Taraxacum expandens Lundev. & H.Øllg.
- Taraxacum expansum Florstr.
- Taraxacum explicatum G.E.Haglund
- Taraxacum exsanguineum Soest
- Taraxacum exsertiforme Hagend. & al.
- Taraxacum exsertum Hagend. & al.
- Taraxacum exstinctum Kirschner & Štěpánek
- Taraxacum exsurgens Soest
- Taraxacum extensifrons G.E.Haglund
- Taraxacum extensum Dahlst.
- Taraxacum extenuens Rail.
- Taraxacum extimum Kirschner & al.
- Taraxacum fabrei Soest
- Taraxacum facetum Rail.
- Taraxacum facile Sonck
- Taraxacum faeroense (Dahlst.) Dahlst.
- Taraxacum fagerstroemii Såltin
- Taraxacum falcatum Brenner
- Taraxacum farinosum Hausskn. & Bornm. ex Hand.-Mazz.
- Taraxacum fartoris Kirschner & Štěpánek
- Taraxacum fasciatiforme Soest
- Taraxacum fasciatum Dahlst.
- Taraxacum fascinans Kirschner, Mikoláš & Štěpánek
- Taraxacum faucicola Sahlin
- Taraxacum fedtschenkoi Hand.-Mazz.
- Taraxacum fennobalticum Sonck & Y.Mäkinen
- Taraxacum fennorodiae G.E.Haglund
- Taraxacum ferale Kirschner & Štěpánek
- Taraxacum fernandezianum Dahlst. ex Dahlst.
- Taraxacum fibratum Sonck
- Taraxacum fictum Hagend. & al.
- Taraxacum filidens Hagend. & al.
- Taraxacum fimbriatum Sonck
- Taraxacum finitimum Lundev. & H.Øllg.
- Taraxacum firmicaule Rail.
- Taraxacum firmulifolium Markl.
- Taraxacum firmum Dahlst.
- Taraxacum flandricum Hagend. & al.
- Taraxacum flavescens G.E.Haglund
- Taraxacum flavostylum R.G.Bäck
- Taraxacum flavoviride Lundev. & H.Øllg.
- Taraxacum flavum Soest
- Taraxacum flevoense Soest
- Taraxacum flexile G.E.Haglund
- Taraxacum floccosum Rail.
- Taraxacum floribundum R.Doll
- Taraxacum florstroemii Markl.
- Taraxacum florum Kirschner & Štěpánek
- Taraxacum flos-lacus Kirschner & Štěpánek
- Taraxacum flugum R.Doll
- Taraxacum flumineum R.Doll
- Taraxacum fluviatile Kirschner & Štěpánek
- Taraxacum font-queri Soest
- Taraxacum fontanicola Soest
- Taraxacum fontaniforme Soest
- Taraxacum fontanosquameum Soest
- Taraxacum fontanum Hand.-Mazz. – mniszek źródliskowy
- Taraxacum forellense R.Doll
- Taraxacum formosanum Kitam.
- Taraxacum formosum Soest
- Taraxacum forrestii Soest
- Taraxacum fragosum Sonck
- Taraxacum fraudulentum Rail.
- Taraxacum freticola H.Øllg.
- Taraxacum fridenii Sahlin
- Taraxacum friesii (Dahlst.) Dahlst.
- Taraxacum frigicolum H.Koidz.
- Taraxacum frigidum H.Koidz.
- Taraxacum frisicum Soest
- Taraxacum fulgidum G.E.Haglund
- Taraxacum fulvescens Soest
- Taraxacum fulvicarpum Dahlst.
- Taraxacum fulviforme Dahlst.
- Taraxacum fulvobrunneum Soest
- Taraxacum fulvum Raunk.
- Taraxacum fuornense Soest
- Taraxacum furvum M.P.Christ.
- Taraxacum fusciflorum H.Øllg.
- Taraxacum fuscoolivaceum G.E.Haglund
- Taraxacum fusculinerve Markl.
- Taraxacum gaditanum Talavera
- Taraxacum galbaniforme Dahlst. ex G.E.Haglund
- Taraxacum galbanum Dahlst.
- Taraxacum galeatum Dahlst.
- Taraxacum galeiferum M.P.Christ.
- Taraxacum galeifiguratum Rail.
- Taraxacum galeipotens M.P.Christ.
- Taraxacum gallaecicum Soest
- Taraxacum gallicum Soest
- Taraxacum gamisansii Soest
- Taraxacum gasparrinii Tineo ex Lojac.
- Taraxacum geirhildae (Beeby) R.C.Palmer & W.Scott
- Taraxacum gelertii Raunk.
- Taraxacum gelertiiforme M.P.Christ.
- Taraxacum gelricum Soest
- Taraxacum geminatum G.E.Haglund
- Taraxacum geminidentatum Hudziok
- Taraxacum genargenteum Arrigoni
- Taraxacum gentile Rail.
- Taraxacum germanicum Soest
- Taraxacum gesticulans H.Øllg.
- Taraxacum getulum Pomel
- Taraxacum gianninii Arrigoni & al.
- Taraxacum gibberosum M.P.Christ.
- Taraxacum gibberum Markl.
- Taraxacum gibbiferum (Brenner) Brenner
- Taraxacum gibbosum Saarsoo
- Taraxacum gilliesii Hook. & Arn.
- Taraxacum gilvistigmatum Rail.
- Taraxacum gilvistylum Soest
- Taraxacum gilvum Rail.
- Taraxacum gionense A.J.Richards
- Taraxacum glabellum Schischk.
- Taraxacum glaberrimum R.Doll
- Taraxacum glabricaule Sonck
- Taraxacum glabrum DC.
- Taraxacum glaciale É.Huet & A.Huet ex Hand.-Mazz.
- Taraxacum gladiatum M.P.Christ.
- Taraxacum glandiforme Sonck
- Taraxacum glandonense Soest
- Taraxacum glaphyrum Sahlin
- Taraxacum glaucanthum (Ledeb.) DC.
- Taraxacum glauciniforme Dahlst.
- Taraxacum glaucinum Dahlst.
- Taraxacum glaucivirens Schischk.
- Taraxacum glaucolivaceum Kirschner & Štěpánek
- Taraxacum glaucophyllioides Kirschner & Štěpánek
- Taraxacum glaucophyllum Soest
- Taraxacum globiceps Saarsoo
- Taraxacum glossocentrum Dahlst.
- Taraxacum glossodon Sonck & H.Øllg.
- Taraxacum glowackii H.Øllg.
- Taraxacum gnezdilloi Kovalevsk.
- Taraxacum goloskokovii Schischk.
- Taraxacum gorodkovii Kharkev. & Tzvelev
- Taraxacum gotlandicum (Dahlst.) Dahlst.
- Taraxacum gotoburgense Borgv. & Saarsoo
- Taraxacum gracilens Dahlst.
- Taraxacum graciliforme R.Doll
- Taraxacum gracilipes G.E.Haglund
- Taraxacum gracilisquameum Markl.
- Taraxacum gracilius R.Doll
- Taraxacum gracillimum Soest
- Taraxacum graecofontanum A.J.Richards & Sonck
- Taraxacum graecum Dahlst.
- Taraxacum graminicolor Soest
- Taraxacum grammolepis Dahlst.
- Taraxacum grandidens M.P.Christ.
- Taraxacum grandiflorum Soest
- Taraxacum grandifolium H.Koidz.
- Taraxacum grandisquamatum H.Koidz.
- Taraxacum grandisquamum H.Koidz.
- Taraxacum graniticum Soest
- Taraxacum gratum Štěpánek, Kirschner & Meierott
- Taraxacum groenlandicum Dahlst.
- Taraxacum grootii Soest
- Taraxacum grossheimii Schischk.
- Taraxacum grossodentosum Rail.
- Taraxacum grossum Soest
- Taraxacum grypodiforme R.Doll
- Taraxacum grypodon Dahlst.
- Taraxacum grypolobum Sahlin
- Taraxacum gulmargense Soest
- Taraxacum guntense Dengub.
- Taraxacum gurglense A.J.Richards
- Taraxacum gustavianum Sonck
- Taraxacum guttigestans H.Øllg. ex Kirschner & Štěpánek
- Taraxacum guttulatum Puol.
- Taraxacum gyratum Rail.
- Taraxacum haareanum Tzvelev
- Taraxacum habile Rail.
- Taraxacum haemanthum Kirschner & Štěpánek
- Taraxacum haematicum H.Øllg. & Wittzell
- Taraxacum haematopus H.Lindb.
- Taraxacum hallaisanense Nakai
- Taraxacum halophilum Regel
- Taraxacum hamatiforme Dahlst.
- Taraxacum hamatilobum Dahlst.
- Taraxacum hamatulum Hagend. & al.
- Taraxacum hamatum Raunk.
- Taraxacum hamidens M.P.Christ.
- Taraxacum hamiferum Dahlst.
- Taraxacum hamosiforme Rail.
- Taraxacum hamosius R.Doll
- Taraxacum hamosum T.A.Lange
- Taraxacum handelii Murr
- Taraxacum haptolepium Malmio
- Taraxacum haraldii Markl.
- Taraxacum harbhajan-singhii Soest
- Taraxacum harpagoides Sonck & H.Øllg.
- Taraxacum hastatum Brenner
- Taraxacum hastigerum Markl. ex Bäck
- Taraxacum hastile M.P.Christ.
- Taraxacum hastiliforme M.P.Christ.
- Taraxacum haussknechtii Hausskn.
- Taraxacum haworthianum Dudman & A.J.Richards
- Taraxacum hebelobum Hagend. & al.
- Taraxacum heikkinenii Saarsoo
- Taraxacum heleocharis Kirschner & Štěpánek
- Taraxacum helianthum Soest
- Taraxacum hellenicum Dahlst.
- Taraxacum helmii-emiliae Rail.
- Taraxacum helveticum Soest
- Taraxacum hemicyclum G.E.Haglund
- Taraxacum hempelianum Uhlemann
- Taraxacum hepaticolor Soest
- Taraxacum hepaticum Rail.
- Taraxacum heptapotamicum Schischk.
- Taraxacum herae Sonck
- Taraxacum hesperium C.C.Haw.
- Taraxacum heterolepis Nakai & Koidz. ex Kitag.
- Taraxacum heteroloma Hand.-Mazz.
- Taraxacum heterophylloides G.E.Haglund & Soest
- Taraxacum heterophyllum Brenner
- Taraxacum heybroekii Soest
- Taraxacum hideoi Nakai ex H.Koidz.
- Taraxacum hiemale Soest
- Taraxacum hilare Dahlst.
- Taraxacum hirsutissimum C.C.Haw.
- Taraxacum hirtellum Dahlst.
- Taraxacum hispanicum H.Lindb.
- Taraxacum hjeltii (Dahlst.) Dahlst.
- Taraxacum hollandicum Soest
- Taraxacum holmboei H.Lindb.
- Taraxacum holmenianum Sahlin
- Taraxacum holmgrenii G.E.Haglund
- Taraxacum homoschistum H.Øllg.
- Taraxacum hooftii Soest
- Taraxacum hoplites M.P.Christ.
- Taraxacum hoppeanum Griseb. & Schenk
- Taraxacum horizontale Kirschner & Štěpánek
- Taraxacum horridifrons Rail.
- Taraxacum horridum Hagend. & al.
- Taraxacum huddungense Lundev. & H.Øllg.
- Taraxacum huelphersianum G.E.Haglund
- Taraxacum hultenii Dahlst.
- Taraxacum humbertii Maire
- Taraxacum humidicola Kirschner & Štěpánek
- Taraxacum humile Brenner
- Taraxacum huterianum Soest
- Taraxacum hyberniforme Soest
- Taraxacum hybernum Steven
- Taraxacum hydrophilum Soest
- Taraxacum hygrophilum Soest
- Taraxacum hyoides Rail.
- Taraxacum hyoseridifolium Arv.-Touv. & Marcailhou
- Taraxacum hypanicum Tzvelev
- Taraxacum hyparcticum Dahlst.
- Taraxacum hyperboreum Dahlst.
- Taraxacum hyperoptum G.E.Haglund
- Taraxacum hypochaeris Dahlst.
- Taraxacum hypochoeroides G.E.Haglund
- Taraxacum hypocraterimorphum Rail.
- Taraxacum hypopolium Sahlin
- Taraxacum hyrynsalmense Saarsoo
- Taraxacum iberanthum Sahlin
- Taraxacum ibericum Soest
- Taraxacum icterinum Kirschner & Štěpánek
- Taraxacum idiolepium Markl.
- Taraxacum idiomorphum Markl.
- Taraxacum idiosomatum Rail.
- Taraxacum idlomorphoides Rail.
- Taraxacum ignivomum Kirschner & Štěpánek
- Taraxacum iliense Kirschner & Štěpánek
- Taraxacum illyricum Soest
- Taraxacum imbricatius Kirschner & Štěpánek
- Taraxacum imitans H.Lindb. ex Såltin
- Taraxacum impolitum Rail.
- Taraxacum inaequilobum Pomel
- Taraxacum inane A.J.Richards
- Taraxacum inarmatum M.P.Christ.
- Taraxacum incisiforme Hagend. & al.
- Taraxacum incisum H.Øllg.
- Taraxacum inclinans G.E.Haglund ex Soest
- Taraxacum inclusum W.Koch
- Taraxacum incomptum Hagend. & al.
- Taraxacum inconspicuum Soest
- Taraxacum index Sonck
- Taraxacum indicum Hand.-Mazz.
- Taraxacum indigenum Kirschner & Štěpánek
- Taraxacum indivisum G.E.Haglund
- Taraxacum indonesicum Sonck
- Taraxacum infestum Hagend. & al.
- Taraxacum infidulum G.E.Haglund & Saarsoo
- Taraxacum informe G.E.Haglund
- Taraxacum infradentatum Sonck
- Taraxacum infucatulum Sahlin
- Taraxacum infumatum G.E.Haglund
- Taraxacum infuscatum H.Øllg.
- Taraxacum ingens Palmgr.
- Taraxacum inopinatum C.C.Haw.
- Taraxacum inops H.Øllg.
- Taraxacum insigne M.P.Christ. & Wiinst.
- Taraxacum insolitum Kirschner & al.
- Taraxacum insubricum Soest
- Taraxacum insuetum M.P.Christ.
- Taraxacum insularum G.E.Haglund
- Taraxacum integratiforme R.Doll
- Taraxacum integratum G.E.Haglund
- Taraxacum integriloboides Soest
- Taraxacum intercedens Markl.
- Taraxacum intermedium Raunk.
- Taraxacum interruptum Dahlst.
- Taraxacum interveniens G.E.Haglund
- Taraxacum intricatum H.Lindb.
- Taraxacum intumescens G.E.Haglund
- Taraxacum inundatum Kirschner & Štěpánek
- Taraxacum investiens Rail.
- Taraxacum invocatum Sonck
- Taraxacum involucratum Dahlst.
- Taraxacum involutum Rail.
- Taraxacum iranicum Soest
- Taraxacum irrigatum Kirschner & Štěpánek
- Taraxacum irritum Saarsoo
- Taraxacum irroratum Kirschner & Štěpánek
- Taraxacum ischnolepis Sahlin
- Taraxacum iseranum Soest
- Taraxacum islandicum Dahlst. ex M.P.Christ.
- Taraxacum isolobum M.P.Christ.
- Taraxacum isophyllum G.E.Haglund
- Taraxacum isopyroides C.A.Mey.
- Taraxacum isthmicola H.Lindb.
- Taraxacum iwabuchii H.Koidz.
- Taraxacum jacuticum Tzvelev
- Taraxacum janchenii Kirschner & Štěpánek
- Taraxacum japonicum Koidz.
- Taraxacum jaschilkuliense Vainberg
- Taraxacum javanicum Soest
- Taraxacum jemtlandicum Dahlst.
- Taraxacum jugiferum H.Øllg.
- Taraxacum junatovii Tzvelev
- Taraxacum jurassicum Soest
- Taraxacum jurtzevii Tzvelev
- Taraxacum juzepczukii Schischk.
- Taraxacum kabulense Soest
- Taraxacum kalambakae Sonck
- Taraxacum kalchainum Soest
- Taraxacum karakoricum Soest
- Taraxacum karatavicum Schischk.
- Taraxacum karelicum H.Lindb. & Markl.
- Taraxacum karwendelense Sahlin
- Taraxacum kasachiforme R.Doll
- Taraxacum kasachum R.Doll
- Taraxacum kashmirense Soest
- Taraxacum kernianum Hagend. & al.
- Taraxacum ketoiense Tatew. & Kitam.
- Taraxacum kezmarkense R.Doll
- Taraxacum kimuranum Kitam.
- Taraxacum kirghizicum Schischk.
- Taraxacum kiushianum H.Koidz.
- Taraxacum kjellmanii Dahlst.
- Taraxacum kjellmaniiforme Soest
- Taraxacum klingstedtii Sonck
- Taraxacum kljutschevskoanum Kom.
- Taraxacum klokovii Litvin.
- Taraxacum klopotovii Tzvelev
- Taraxacum koelzii Soest
- Taraxacum koidzumii Nemoto
- Taraxacum kojimae Kitam.
- Taraxacum kok-saghyz L.E.Rodin – mniszek kok-sagiz
- Taraxacum kolaense Dahlst.
- Taraxacum kolymense A.P.Khokhr.
- Taraxacum koraginense Kom.
- Taraxacum koraginicola Kom.
- Taraxacum korbii Soest
- Taraxacum korjakense Kharkev. & Tzvelev
- Taraxacum korjakorum Kharkev. & Tzvelev
- Taraxacum kornasii Soest
- Taraxacum kotschyi Soest
- Taraxacum kovalevskiae Vainberg
- Taraxacum kozlovii Tzvelev
- Taraxacum kraettlii Soest
- Taraxacum krameriense Sahlin
- Taraxacum kudoanum Tatew. & Kitam.
- Taraxacum kupfferi G.E.Haglund
- Taraxacum kurdiciforme G.E.Haglund
- Taraxacum kuusamoense H.Lindb. & Palmgr.
- Taraxacum kuvajevii Tzvelev
- Taraxacum laceratum (Brenner) Brenner
- Taraxacum lacerifolium G.E.Haglund
- Taraxacum lacerilobatum Saarsoo
- Taraxacum lacertosum Rail.
- Taraxacum lacerum Greene
- Taraxacum lacianense A.Galán & Vicente Orell.
- Taraxacum laciniatulum Sahlin
- Taraxacum laciniatum Martrin-Donos
- Taraxacum laciniosifrons Dahlst. ex Wiinst.
- Taraxacum laciniosum Dahlst.
- Taraxacum lacinulatum Markl.
- Taraxacum lacistophylloides Dahlst.
- Taraxacum lacistophyllum (Dahlst.) Raunk.
- Taraxacum lacistrum Sahlin
- Taraxacum lacustre Soest
- Taraxacum ladakense Soest
- Taraxacum laeticeps G.E.Haglund
- Taraxacum laeticolor Dahlst.
- Taraxacum laetiforme Dahlst.
- Taraxacum laetum (Dahlst.) Dahlst.
- Taraxacum lagerkranzii G.E.Haglund
- Taraxacum lahulense Soest
- Taraxacum laiense Soest
- Taraxacum lainzii Soest
- Taraxacum lambinonii Soest
- Taraxacum lamprolepis Kitag.
- Taraxacum lamprophyllum M.P.Christ.
- Taraxacum lancastriense A.J.Richards
- Taraxacum lanceolatisquameum Rail.
- Taraxacum lancidens Hagend. & al.
- Taraxacum landmarkii Dahlst.
- Taraxacum langeanum Dahlst.
- Taraxacum languidulum Rail.
- Taraxacum languidum Markl.
- Taraxacum lanigerum Soest
- Taraxacum lanjouwii Soest
- Taraxacum larssonii Dahlst.
- Taraxacum lasianthum Koidz.
- Taraxacum lasiodasum Soest
- Taraxacum latebracteatum W.Koch ex Soest
- Taraxacum latens H.Øllg.
- Taraxacum latericulum R.Doll
- Taraxacum lateritium Dahlst.
- Taraxacum latibase Soest
- Taraxacum latibasis Soest
- Taraxacum laticaudatum Rail.
- Taraxacum laticonicum M.P.Christ.
- Taraxacum laticordatum Markl.
- Taraxacum latidens M.P.Christ.
- Taraxacum latifrons M.P.Christ.
- Taraxacum latihastatum M.P.Christ.
- Taraxacum latilobum DC.
- Taraxacum latisectum H.Lindb.
- Taraxacum latispinulosum M.P.Christ.
- Taraxacum latisquameum Dahlst.
- Taraxacum latissimum Palmgr.
- Taraxacum laudabile H.Øllg. & J. Räsänen
- Taraxacum laurentianum Fernald
- Taraxacum lawalreei Soest
- Taraxacum laxum G.E.Haglund
- Taraxacum lecitodes G.E.Haglund
- Taraxacum lehbertii H.Lindb. ex H.Lindb.
- Taraxacum lenense Tzvelev
- Taraxacum lenkoranense R.Doll
- Taraxacum lentum Kirschner & Štěpánek
- Taraxacum leonardii Soest
- Taraxacum leonicum Soest
- Taraxacum lepidum M.P.Christ.
- Taraxacum leptaleum M.P.Christ.
- Taraxacum leptocarpum Saarsoo
- Taraxacum leptoceras Dahlst.
- Taraxacum leptodon Markl.
- Taraxacum leptoglotte M.P.Christ.
- Taraxacum leptolepis M.P.Christ.
- Taraxacum leptophyllum H.Lindb. ex Såltin
- Taraxacum leptoscelum H.Øllg.
- Taraxacum leroyi Soest
- Taraxacum leucanthum (Ledeb.) Ledeb.
- Taraxacum leucocalymnum G.E.Haglund
- Taraxacum leucocarpum Jurtzev & Tzvelev
- Taraxacum leucocephalum M.P.Christ.
- Taraxacum leucochlorum Soest
- Taraxacum leucoglossum Brenner
- Taraxacum leucopodioides G.E.Haglund & Soest
- Taraxacum leucopodum G.E.Haglund
- Taraxacum leucospermum Jord.
- Taraxacum leucosquameum Sonck
- Taraxacum leuteanum Soest
- Taraxacum licentii Soest
- Taraxacum lidianum Soest
- Taraxacum ligerinum Sahlin
- Taraxacum lilacinum Krasn. ex Schischk.
- Taraxacum lilianae Aquaro & al.
- Taraxacum limbatum Dahlst.
- Taraxacum limburgense Hagend. & al.
- Taraxacum limnanthes G.E.Haglund
- Taraxacum limnophilum Soest
- Taraxacum limosicola Kirschner & Štěpánek
- Taraxacum limosum Soest
- Taraxacum linczevskii Schischk.
- Taraxacum lindstroemii G.E.Haglund & Saarsoo
- Taraxacum lineare Vorosch. & Schaga
- Taraxacum linearilobatum Rail.
- Taraxacum linearisquameum Soest
- Taraxacum linguatiforme Soest
- Taraxacum linguatifrons Markl.
- Taraxacum linguicuspis H.Lindb.
- Taraxacum lingulatum Markl.
- Taraxacum lingulilobum Sonck
- Taraxacum lissocarpum (Dahlst.) Dahlst.
- Taraxacum litardierei Soest
- Taraxacum litigiosum Kirschner & Štěpánek
- Taraxacum litophyllum De Langhe & Soest
- Taraxacum litorale Raunk.
- Taraxacum litvinovii Schischk.
- Taraxacum lividum (Waldst. & Kit.) Peterm.
- Taraxacum livonicum Markl. ex Pettersson & Markl.
- Taraxacum lobbichleri Soest
- Taraxacum lobulatum Brenner
- Taraxacum lofotense G.E.Haglund
- Taraxacum lojoense H.Lindb.
- Taraxacum lonchophyllum M.P.Christ.
- Taraxacum longicarpum Soest
- Taraxacum longicaudatum Rail.
- Taraxacum longiconicum H.Øllg.
- Taraxacum longicorne Dahlst.
- Taraxacum longicuspis Markl.
- Taraxacum longifrons G.E.Haglund
- Taraxacum longihastatum M.P.Christ.
- Taraxacum longii Fernald
- Taraxacum longipyramidatum Schischk.
- Taraxacum longirostre Schischk.
- Taraxacum longisagittatum M.P.Christ.
- Taraxacum longisectum G.E.Haglund
- Taraxacum longispinulosum M.P.Christ.
- Taraxacum longisquameum H.Lindb.
- Taraxacum loratum M.P.Christ.
- Taraxacum lucense Arrigoni & al.
- Taraxacum lucescens Dahlst.
- Taraxacum lucidepedatum Soest
- Taraxacum lucidiforme Hagend. & al.
- Taraxacum lucidum Dahlst.
- Taraxacum lucipedatum Soest
- Taraxacum luculentum Rail.
- Taraxacum ludlowii Soest
- Taraxacum lugubre Dahlst.
- Taraxacum lugubriforme R.Doll
- Taraxacum lunare M.P.Christ.
- Taraxacum lundense H.Øllg. & Wittzell
- Taraxacum lundevallii Rail.
- Taraxacum lupatiferum Rail.
- Taraxacum luridum C. E. Haglund
- Taraxacum lusitanicum Soest
- Taraxacum luteocucullatum W.Koch & Soest
- Taraxacum luteodens M.P.Christ.
- Taraxacum luteolum G.E.Haglund
- Taraxacum luteoviride M.P.Christ.
- Taraxacum luteum C.C.Haw. & A.J.Richards
- Taraxacum lutheri Såltin
- Taraxacum luxurians M.P.Christ.
- Taraxacum lyngeanum G.E.Haglund ex Steffen
- Taraxacum lyperum G.E.Haglund
- Taraxacum lyratum (Ledeb.) DC.
- Taraxacum macilentum Dahlst.
- Taraxacum mackenziense A.E.Porsild
- Taraxacum macranthoides G.E.Haglund
- Taraxacum macrocarpum H. Persson
- Taraxacum macrocedens Rail.
- Taraxacum macrocentrum Dahlst.
- Taraxacum macroceras Dahlst.
- Taraxacum macroceratodon H.Øllg.
- Taraxacum macrochlamydeum Kovalevsk.
- Taraxacum macrodon Markl.
- Taraxacum macrolepium Schischk.
- Taraxacum macromerum M.P.Christ.
- Taraxacum macrophyllarium Rail.
- Taraxacum macrotomum G.E.Haglund
- Taraxacum macula Kirschner & Štěpánek
- Taraxacum maculatum Jord.
- Taraxacum maculigerum (Dahlst.) H.Lindb.
- Taraxacum maculosum A.J.Richards
- Taraxacum maderense Sahlin & Soest
- Taraxacum madidum Kirschner & Štěpánek
- Taraxacum maeandriforme Rail.
- Taraxacum magellanicum Comm. ex Sch.Bip.
- Taraxacum magnesicum Sonck
- Taraxacum magnobliquum Soest
- Taraxacum magnodilatatum Soest
- Taraxacum magnolevigatum W.Koch ex Soest
- Taraxacum magnoligulatum Soest
- Taraxacum magnopyramidophorum Soest
- Taraxacum magnum V.A.Korol.
- Taraxacum mailleferi Soest
- Taraxacum majus Schischk.
- Taraxacum malaisei Dahlst.
- Taraxacum malato-belizii Soest
- Taraxacum malowitzum R.Doll
- Taraxacum malteanum Dahlst. ex G.E.Haglund
- Taraxacum malyi Soest
- Taraxacum maracandicum Kovalevsk.
- Taraxacum marchionii Soest
- Taraxacum margettsii C.C.Haw.
- Taraxacum marginatum Dahlst.
- Taraxacum marginellum H.Lindb.
- Taraxacum maricum Vašut & al.
- Taraxacum marklundii Palmgr.
- Taraxacum marmottae Sonck
- Taraxacum maroccanum H.Lindb.
- Taraxacum martellense Soest
- Taraxacum mastigophyllum Kirschner & Štěpánek
- Taraxacum mattmarkense Soest
- Taraxacum mauranthes Markl.
- Taraxacum maurocarpum Dahlst.
- Taraxacum maurocephalum Sonck
- Taraxacum maurolepium G.E.Haglund
- Taraxacum maurophyllum Dahlst.
- Taraxacum maurostigma Markl.
- Taraxacum maurum G.E.Haglund
- Taraxacum mazzettii Soest
- Taraxacum medeense R.Doll
- Taraxacum medioximum Dahlst.
- Taraxacum mediterraneum Soest
- Taraxacum mediterraniforme Soest
- Taraxacum megalocarpum Soest
- Taraxacum megalophyllum G.E.Haglund
- Taraxacum megalorrhizon (Forssk.) Hand.-Mazz.
- Taraxacum megalosipteron Rail.
- Taraxacum megaranthum H.Koidz.
- Taraxacum meiseliae Soest
- Taraxacum melancholicum Kirschner & Štěpánek
- Taraxacum melanocephalum M.P.Christ.
- Taraxacum melanops Soest
- Taraxacum melanostigma H.Lindb.
- Taraxacum melanostylum T. C. E. Fries
- Taraxacum melanthoides M.P.Christ. & Wiinst.
- Taraxacum melittostylum H.Øllg.
- Taraxacum melleum Soest
- Taraxacum melzerianum Soest
- Taraxacum memorabile Kirschner & Štěpánek
- Taraxacum mendax Kirschner & Štěpánek
- Taraxacum merinoi Soest
- Taraxacum messanense H.Lindb.
- Taraxacum metriocallosum Soest
- Taraxacum mexicanum DC.
- Taraxacum meyeri Sonck
- Taraxacum micans Dahlst. ex G.E.Haglund
- Taraxacum microcarpum H.Lindb.
- Taraxacum microcephaloides Soest
- Taraxacum microcerum R.Doll
- Taraxacum microcranum Markl. ex Markl.
- Taraxacum microdon Rail.
- Taraxacum microlobum Markl. ex Markl.
- Taraxacum microspermum Schischk.
- Taraxacum miltinum Sahlin
- Taraxacum mimosinum Sahlin
- Taraxacum mimuloides H.Lindb.
- Taraxacum mimulum Dahlst. ex H.Lindb.
- Taraxacum miniatum H.Lindb.
- Taraxacum minimum (brig. ex Guss.) N.Terracc.
- Taraxacum minutilobum Popov ex Kovalevsk.
- Taraxacum minutissimum Soest
- Taraxacum mirabile Wagenitz
- Taraxacum mirosquamatum Rail.
- Taraxacum miserum M.P.Christ.
- Taraxacum mitalii Soest
- Taraxacum miyakei Kitam.
- Taraxacum modestum Schischk.
- Taraxacum moldavicum V. Chán & al.
- Taraxacum molybdinum Dahlst. ex G.E.Haglund
- Taraxacum molybdolepis Dahlst.
- Taraxacum mongolicum Hand.-Mazz.
- Taraxacum mongoliforme R.Doll
- Taraxacum monochlamydeum Hand.-Mazz.
- Taraxacum monochroum G.E.Haglund
- Taraxacum monotropum Sahlin
- Taraxacum montellii H.Lindb. ex Sonck
- Taraxacum montesignum Soest
- Taraxacum montserratii Sahlin
- Taraxacum moriceps G.E.Haglund
- Taraxacum morulum G.E.Haglund
- Taraxacum mosciense Dahlst.
- Taraxacum mucronatum H.Lindb.
- Taraxacum mucroniferum M.P.Christ.
- Taraxacum mucronulatum Soest
- Taraxacum mujense Petroch.
- Taraxacum multicolorans Hagend. & al.
- Taraxacum multidentatum Soest
- Taraxacum multidenticulatum Soest
- Taraxacum multifidum G.E.Haglund
- Taraxacum multiglossum Mart.Schmid
- Taraxacum multijugum W.Koch & Soest
- Taraxacum multilepis Kirschner & Štěpánek
- Taraxacum multiscaposum Schischk.
- Taraxacum multisectum Kitag.
- Taraxacum multisinuatum Kirschner & al.
- Taraxacum multisulcatum H.Koidz.
- Taraxacum mundulum Rail.
- Taraxacum murbeckianum G.E.Haglund
- Taraxacum murgabicum Vainberg
- Taraxacum murmanicum N.I.Orlova
- Taraxacum mutabile Saarsoo
- Taraxacum mutatum Kirschner & Štěpánek
- Taraxacum myvatnense M.P.Christ.
- Taraxacum naevosiforme Dahlst.
- Taraxacum naevosum Dahlst.
- Taraxacum nagaricum Soest
- Taraxacum nairoense H.Koidz.
- Taraxacum nanaunii Jurtzev
- Taraxacum nannophyes Rail.
- Taraxacum nanulum Sonck
- Taraxacum nanum Soest
- Taraxacum nasirii Soest
- Taraxacum natschikense Kom.
- Taraxacum navacerradense A.J.Richards
- Taraxacum navarrense Sonck
- Taraxacum necessarium H.Øllg.
- Taraxacum nectaristigmatum Rail.
- Taraxacum nematolobum M.P.Christ.
- Taraxacum nemorum G.E.Haglund
- Taraxacum neo-aellenii Soest
- Taraxacum neokamtschaticum Vorosch.
- Taraxacum neolobulatum Schischk.
- Taraxacum neosachalinense H.Koidz.
- Taraxacum neosivaschicum Tzvelev
- Taraxacum neospurium Soest
- Taraxacum nepalense Soest
- Taraxacum neuolobum Soest
- Taraxacum nevadense H.Lindb.
- Taraxacum nevskii Juz.
- Taraxacum nietoi A.J.Richards
- Taraxacum nigrescens H.Øllg.
- Taraxacum nigricans (Kit.) Rchb. – mniszek czarniawy
- Taraxacum nigridentatum T.Edm.
- Taraxacum nigritum Soest
- Taraxacum nigrocephalum A.P.Khokhr.
- Taraxacum nigrum Soest
- Taraxacum nikitinii Schischk.
- Taraxacum nikolai Vainberg
- Taraxacum nitens G.E.Haglund
- Taraxacum nitidiorum Soest
- Taraxacum nitidum Hagend. & al.
- Taraxacum nitrophilum G.E.Haglund
- Taraxacum nivale Lange ex Kihlm.
- Taraxacum nordhagenii G.E.Haglund
- Taraxacum nordstedtii Dahlst.
- Taraxacum norvegicum (Dahlst.) Dahlst.
- Taraxacum notabile H.Øllg.
- Taraxacum noterophilum Kirschner & al.
- Taraxacum nothum Hagend. & al.
- Taraxacum novae-zemliae Holmboe
- Taraxacum novoburgense Soest
- Taraxacum nubilum Hagend. & al.
- Taraxacum nudiscaposum Vorosch.
- Taraxacum nudum Soest
- Taraxacum nuratavicum Schischk.
- Taraxacum nutans Dahlst.
- Taraxacum nylandicum Sonck & H.Øllg.
- Taraxacum obitsiense Sahlin
- Taraxacum obliquiforme Rail.
- Taraxacum obliquilobum Dahlst.
- Taraxacum obliquum (Fr.) Dahlst. – mniszek rurkojęzyczkowy
- Taraxacum oblongatum Dahlst.
- Taraxacum obnubilum Puol.
- Taraxacum obnuptum Lundev. & H.Øllg.
- Taraxacum obovatifolium Soest
- Taraxacum obovatifrons M.P.Christ.
- Taraxacum obovatum (Willd.) DC.
- Taraxacum obscuratum Dahlst.
- Taraxacum obtextum Rail.
- Taraxacum obtusatum Dahlst.
- Taraxacum obtusifrons Markl.
- Taraxacum obtusilobum Dahlst.
- Taraxacum obtusiusculum H.Lindb.
- Taraxacum obtusulum H.Lindb.
- Taraxacum obtusum (Soest) R.Doll
- Taraxacum obuncum Kirschner & Štěpánek
- Taraxacum occidentale Dahlst.
- Taraxacum ochotense Vorosch.
- Taraxacum ochraceistigmatum Rail.
- Taraxacum ochrochloroides Rail.
- Taraxacum ochrochlorum G.E.Haglund
- Taraxacum ochrospermum Soest
- Taraxacum oddense Lundev.
- Taraxacum odiosum Kirschner & Štěpánek
- Taraxacum oellgaardii C.C.Haw.
- Taraxacum ohirense S.Watan. & T.Morita
- Taraxacum ohlsenii G.E.Haglund
- Taraxacum ohritense Sonck
- Taraxacum oinopolepis Dahlst.
- Taraxacum oinopopodum Sahlin
- Taraxacum oistophorum Markl.
- Taraxacum okinawense H.Koidz.
- Taraxacum olgae A.J.Richards
- Taraxacum oliganthum Schott & Kotschy ex Hand.-Mazz.
- Taraxacum oligolobatum Sahlin
- Taraxacum oligophyllum Brenner
- Taraxacum olitorium G.E.Haglund
- Taraxacum olivaceoides Soest
- Taraxacum olivaceum Soest
- Taraxacum olympicola Sonck
- Taraxacum olympophilum Sonck
- Taraxacum omissum G.E.Haglund
- Taraxacum onychodontum Dahlst.
- Taraxacum ooststroomii Soest
- Taraxacum opaciforme Dahlst. ex G.E.Haglund
- Taraxacum opacum (Dahlst.) Dahlst.
- Taraxacum opeatolobum T.A.Lange
- Taraxacum opertum H.Øllg.
- Taraxacum oplilobum Soest
- Taraxacum oppidanum Sonck
- Taraxacum opulens Rail.
- Taraxacum opulentiforme Sahlin
- Taraxacum orbicans G.E.Haglund
- Taraxacum orcadense Dahlst.
- Taraxacum ordinatum Hagend. & al.
- Taraxacum oreinicola Soest
- Taraxacum oreinopsis G.E.Haglund ex Sonck
- Taraxacum oreinum G.E.Haglund
- Taraxacum oreophilum G.E.Haglund
- Taraxacum orientale Kirschner & Štěpánek
- Taraxacum ornatum G.E.Haglund
- Taraxacum orphnocephalum Dahlst. & Ohlsén
- Taraxacum oschense Schischk.
- Taraxacum ostenfeldii Raunk.
- Taraxacum ostrinum M.P.Christ.
- Taraxacum otagirianum Koidz. ex Kitam.
- Taraxacum otagyrianum H.Koidz.
- Taraxacum ottonis Uhlemann
- Taraxacum ovinum Greene
- Taraxacum oxycentrum Markl.
- Taraxacum oxyglotte M.P.Christ.
- Taraxacum oxylobium Brenner
- Taraxacum oxyonchum Rail.
- Taraxacum oxyphoreum M.P.Christ.
- Taraxacum oxyrhinum Sahlin
- Taraxacum pacheri Sch.Bip.
- Taraxacum pachylobum Dahlst.
- Taraxacum pachymeroides Hagend. & al.
- Taraxacum pachymerum G.E.Haglund
- Taraxacum pakistanicum Soest
- Taraxacum pallens H.Lindb.
- Taraxacum pallescens Dahlst.
- Taraxacum pallescentiforme Soest
- Taraxacum pallidilateritium M.P.Christ.
- Taraxacum pallidipapposum Soest
- Taraxacum pallidipes Markl. ex Markl.
- Taraxacum pallidisquameum Soest
- Taraxacum pallidissimum Soest
- Taraxacum pallidulum H.Lindb.
- Taraxacum palmgrenii H.Øllg.
- Taraxacum paludem-ornans Kirschner & Štěpánek
- Taraxacum paludosiforme R.Doll
- Taraxacum paludosum (Scop.) Crépin
- Taraxacum palustre (Lyons) Symons – mniszek błotny
- Taraxacum palustrisquameum A.J.Richards
- Taraxacum palvae Rail.
- Taraxacum panalpinum Soest
- Taraxacum panhellenicum Sonck
- Taraxacum pannonicum Soest
- Taraxacum pannucium Dahlst.
- Taraxacum pannulatiforme Dahlst.
- Taraxacum pannulatum Dahlst.
- Taraxacum panoplum Sahlin
- Taraxacum papposum R.Doll
- Taraxacum paradoxachrum Soest
- Taraxacum parasemum G.E.Haglund & Saarsoo
- Taraxacum parciflorum Brenner
- Taraxacum pardinum M.P.Christ.
- Taraxacum parile M.P.Christ.
- Taraxacum parnassicum Dahlst.
- Taraxacum parsennense Soest
- Taraxacum parvilobum Dahlst.
- Taraxacum parvuliforme Soest
- Taraxacum parvulum DC.
- Taraxacum pastiniferum Rail.
- Taraxacum patagiferum Rail.
- Taraxacum patagonicum Uhlemann
- Taraxacum patens (Dahlst.) Dahlst.
- Taraxacum pateriforme Rail.
- Taraxacum patibuliferum Rail.
- Taraxacum patiens Kirschner & Štěpánek
- Taraxacum paucidentatiforme Soest
- Taraxacum paucidentatum Soest
- Taraxacum paucijugum Markl.
- Taraxacum paucilacerum Saarsoo
- Taraxacum paucilobum Hudziok
- Taraxacum pauckertianum Hudziok
- Taraxacum paullum Rail.
- Taraxacum pavlovii Orazova
- Taraxacum pawlodarskum R.Doll
- Taraxacum pawlowskii Soest
- Taraxacum peccator Kirschner & Štěpánek
- Taraxacum pectinatiforme H.Lindb.
- Taraxacum pectinatum Kitam.
- Taraxacum pedemontanum Soest
- Taraxacum pedrottii Soest
- Taraxacum peliogoniatum Sahlin
- Taraxacum pellianum A.E.Porsild
- Taraxacum penelobum Sahlin
- Taraxacum penicilliforme H.Lindb.
- Taraxacum peraccommodatum Rail.
- Taraxacum peralatum Soest
- Taraxacum peramplum Rail.
- Taraxacum perattenuatum H.Lindb.
- Taraxacum perdeflexum G.E.Haglund
- Taraxacum perdevexum M.P.Christ.
- Taraxacum peregrinum G.E.Haglund & Soest
- Taraxacum perenne Kirschner & Štěpánek
- Taraxacum perfiljevii N.I.Orlova
- Taraxacum perfissum Soest
- Taraxacum pergracile M.P.Christ.
- Taraxacum perincisum (Murr) Murr
- Taraxacum perlatescens Dahlst.
- Taraxacum perminiatum Soest
- Taraxacum perplexans Kirschner & Štěpánek
- Taraxacum perpusillum Schischk.
- Taraxacum perrigidum Sonck
- Taraxacum persicum Soest
- Taraxacum persimile Dahlst.
- Taraxacum perssonii plaglund ex Sahlin & Soest
- Taraxacum pervalidum Rail.
- Taraxacum petiolulatum Soest
- Taraxacum petri-primi Vainberg
- Taraxacum petrovskyi Tzvelev
- Taraxacum petterssonii Markl.
- Taraxacum phalarocephalum G.E.Haglund
- Taraxacum phaleratum G.E.Haglund
- Taraxacum phitosii Soest
- Taraxacum phoenicolepis Soest
- Taraxacum pholidocarpum Dahlst.
- Taraxacum phymatocarpum J.Vahl
- Taraxacum picatidens Markl.
- Taraxacum piceaticeps Dahlst.
- Taraxacum piceatiforme Soest
- Taraxacum piceatifrons Sahlin
- Taraxacum piceatum Dahlst.
- Taraxacum piceipictum Sahlin
- Taraxacum pictidum Rail.
- Taraxacum pieninicum Pawł. – mniszek pieniński
- Taraxacum pilatense Soest
- Taraxacum pilosella Lundev. & H.Øllg.
- Taraxacum pilosum R.Doll
- Taraxacum piluliferum G.E.Haglund
- Taraxacum pindicola (Bald.) Hand.-Mazz.
- Taraxacum pindicum Kirschner & Štěpánek
- Taraxacum pineticola Klokov
- Taraxacum pingue Schischk.
- Taraxacum pinnatifidum Soest
- Taraxacum pinto-silvae Soest
- Taraxacum pittochromatum Sahlin
- Taraxacum placibile G.E.Haglund
- Taraxacum placidum A.J.Richards
- Taraxacum planifrons M.P.Christ.
- Taraxacum planoides Hagend. & al.
- Taraxacum planum Raunk.
- Taraxacum platycarpum Dahlst.
- Taraxacum platyceras Dahlst.
- Taraxacum platycranum Dahlst.
- Taraxacum platyglossum Raunk. – mniszek płaskojęzyczkowy
- Taraxacum platylepium Dahlst.
- Taraxacum platylobum Dahlst.
- Taraxacum platypecidium Diels ex H.Limpr.
- Taraxacum platypecidum Diels
- Taraxacum platyphyllinum Rail.
- Taraxacum platyphyllum Dahlst. ex G.E.Haglund
- Taraxacum pleniceps Markl.
- Taraxacum plicatiangulatum Rail.
- Taraxacum plicatifrons Saarsoo
- Taraxacum plicatulum Soest
- Taraxacum ploegii Hagend. & al.
- Taraxacum plovdivense R.Doll
- Taraxacum plumbeum Dahlst.
- Taraxacum podlachiacum H.Øllg.
- Taraxacum podlechianum Sahlin
- Taraxacum podlechii Soest
- Taraxacum poecilostictum G.E.Haglund
- Taraxacum pohlii Soest
- Taraxacum polatschekii Soest
- Taraxacum poliochloroides R.Doll
- Taraxacum poliochlorum Dahlst.
- Taraxacum poliomelanum G.E.Haglund
- Taraxacum poliophytum G.E.Haglund
- Taraxacum polium Dahlst.
- Taraxacum pollichii Soest
- Taraxacum polonicum Małecka & Soest
- Taraxacum polozhiae Kurbatski
- Taraxacum polycercum Sahlin
- Taraxacum polyhamatum H.Øllg.
- Taraxacum polyodon Dahlst.
- Taraxacum polyschistum Dahlst.
- Taraxacum polytomum Saarsoo
- Taraxacum polyxanthum Dahlst.
- Taraxacum poodes Sahlin
- Taraxacum popovii Kovalevsk. ex Vainberg
- Taraxacum porcellisinus Sonck & H.Øllg.
- Taraxacum porphyranthum Boiss.
- Taraxacum porrectidens Dahlst.
- Taraxacum porrigens Puol.
- Taraxacum porrigentilobatum Rail.
- Taraxacum portentosum Kirschner & Štěpánek
- Taraxacum porteri C.C.Haw.
- Taraxacum potaninii Tzvelev
- Taraxacum potor Kirschner & Štěpánek
- Taraxacum praecox Dahlst. ex Puol.
- Taraxacum praegracilens Sonck
- Taraxacum praeradians Dahlst.
- Taraxacum praeradiantifrons Dahlst.
- Taraxacum praesigne Sahlin
- Taraxacum praestabile Rail.
- Taraxacum praestans H.Lindb. – mniszek nakrapiany
- Taraxacum praeticum Soest
- Taraxacum prasinescens G.E.Haglund
- Taraxacum prasinum Sahlin
- Taraxacum praterense Sahlin
- Taraxacum praticola Dahlst.
- Taraxacum pravicentrum M.P.Christ.
- Taraxacum pravum M.P.Christ.
- Taraxacum prilipkoi Czerep.
- Taraxacum princeps Vašut & Trávn.
- Taraxacum privum Dahlst.
- Taraxacum procerisquameum H.Øllg.
- Taraxacum procerum G.E.Haglund
- Taraxacum proclinatum Rail.
- Taraxacum prominens Markl.
- Taraxacum promontoriorum Dshanaëva
- Taraxacum pronilobum H.Øllg.
- Taraxacum propinquum G.E.Haglund
- Taraxacum proruptum Rail.
- Taraxacum proteranthium Rail.
- Taraxacum protervum Sonck
- Taraxacum providens Soest
- Taraxacum proximiforme Soest
- Taraxacum proximum (Dahlst.) Raunk.
- Taraxacum pruinatum M.P.Christ.
- Taraxacum przevalskii Tzvelev
- Taraxacum psammophilum (G.E.Haglund) Saarsoo
- Taraxacum pseudacrolobum Hagend. & al.
- Taraxacum pseudelongatum Soest
- Taraxacum pseudoalaskanum Jurtzev
- Taraxacum pseudoalpinum Schischk. ex Orazova
- Taraxacum pseudoatratum Orazova
- Taraxacum pseudobalticum Soest
- Taraxacum pseudobicorne Soest
- Taraxacum pseudoboreigenum Soest
- Taraxacum pseudobrachyglossum Soest
- Taraxacum pseudobrevirostre Vainberg
- Taraxacum pseudocalanthodium Kirschner & Štěpánek
- Taraxacum pseudocalocephalum Soest
- Taraxacum pseudocastaneum Soest
- Taraxacum pseudodilatatum Soest
- Taraxacum pseudodissimile Soest
- Taraxacum pseudodunense Soest
- Taraxacum pseudoeriopodum Soest
- Taraxacum pseudofontanum Soest
- Taraxacum pseudofulvum H.Lindb.
- Taraxacum pseudogracilens R.Doll
- Taraxacum pseudohabile K. Jung & al.
- Taraxacum pseudohamatum Dahlst.
- Taraxacum pseudohirtellum Dahlst. ex G.E.Haglund
- Taraxacum pseudohoppeanum Kirschner & Štěpánek
- Taraxacum pseudolandmarkii Franco & Rocha Afonso
- Taraxacum pseudolarssonii A.J.Richards
- Taraxacum pseudolasianthum H.Koidz.
- Taraxacum pseudolaxum R.Doll
- Taraxacum pseudoleucanthum Soest
- Taraxacum pseudolobulatum R.Doll
- Taraxacum pseudolugubre R.Doll
- Taraxacum pseudomarklundii Soest
- Taraxacum pseudominutilobum Kovalevsk.
- Taraxacum pseudomurbeckianum Tzvelev
- Taraxacum pseudonigricans Hand.-Mazz.
- Taraxacum pseudonivale Malyschev
- Taraxacum pseudonordstedtii A.J.Richards
- Taraxacum pseudonorvegicum Dahlst. ex G.E.Haglund
- Taraxacum pseudonutans Kirschner & Štěpánek
- Taraxacum pseudopalustre Murr
- Taraxacum pseudopaucilobum Kirschner & Štěpánek
- Taraxacum pseudophaleratum R.Doll
- Taraxacum pseudoplatylepium Jurtzev
- Taraxacum pseudoporphyranthum Kirschner & Štěpánek
- Taraxacum pseudoporrigens Sonck
- Taraxacum pseudoproximum Soest
- Taraxacum pseudopulchrum Kirschner & Štěpánek
- Taraxacum pseudopyrenaicum Soest
- Taraxacum pseudorecurvum Soest
- Taraxacum pseudoretroflexum M.P.Christ.
- Taraxacum pseudoroseum Schischk.
- Taraxacum pseudosilesiacum R.Doll
- Taraxacum pseudostenoceras Soest
- Taraxacum pseudostenolepium Soest
- Taraxacum pseudostenoschistum G.E.Haglund
- Taraxacum pseudostevenii Soest
- Taraxacum pseudosuecicum Kirschner & Štěpánek
- Taraxacum pseudosumneviczii Kirschner & Štěpánek
- Taraxacum pseudotenebristylum Soest
- Taraxacum pseudotianschanicum R.Doll
- Taraxacum pseudowallichii Soest
- Taraxacum pterygoideum Rail.
- Taraxacum ptilotoides Sahlin
- Taraxacum pubens Soest
- Taraxacum puberulum G.E.Haglund
- Taraxacum pubicaule Soest
- Taraxacum pugiunculum Rail.
- Taraxacum pulchellum Kirschner & Štěpánek
- Taraxacum pulcherrimum H.Lindb.
- Taraxacum pulchricurvum R.G.Bäck
- Taraxacum pulchrifolium Markl.
- Taraxacum pullocarpum Soest
- Taraxacum pullum Puol.
- Taraxacum pulverulentum H.Øllg.
- Taraxacum puniceum Sahlin
- Taraxacum puolannei Puol.
- Taraxacum purpurei-petiolatum Soest
- Taraxacum purpureocornutum Soest
- Taraxacum purpureomarginatum Soest
- Taraxacum purpureum Raunk.
- Taraxacum purpuridens Dahlst.
- Taraxacum putidiusculum Rail.
- Taraxacum putum Såltin
- Taraxacum pycnocarpum G.E.Haglund
- Taraxacum pycnocedens Rail.
- Taraxacum pycnodes H.Lindb.
- Taraxacum pycnodon Brenner
- Taraxacum pycnoforme Rail.
- Taraxacum pycnolobum Dahlst.
- Taraxacum pycnoschistum Dahlst.
- Taraxacum pycnostictum M.P.Christ.
- Taraxacum pyrenaicum Reut.
- Taraxacum pyrochromum Soest
- Taraxacum pyropappum Boiss. & Reut.
- Taraxacum pyroporum Soest
- Taraxacum pyrrhanthes Sonck & Soest
- Taraxacum qirae D.T.Zhai & Z.X. An
- Taraxacum quadrangulum Rail.
- Taraxacum quadrans H.Øllg.
- Taraxacum quaesitum Kirschner & Štěpánek
- Taraxacum radens Sonck
- Taraxacum radinum Sonck
- Taraxacum radiosum Dahlst.
- Taraxacum ragnar-baeckii Rail.
- Taraxacum raii (Gouan) Gray
- Taraxacum raikoviae Vainberg
- Taraxacum railonsalae G.E.Haglund & Saarsoo
- Taraxacum ranarium Kirschner & Štěpánek
- Taraxacum rangiferinum Sonck & H.Øllg.
- Taraxacum ranunculus Kirschner & Štěpánek
- Taraxacum recessum Hagend. & al.
- Taraxacum reclinatum M.P.Christ.
- Taraxacum recurvidens T.A.Lange
- Taraxacum recurvum Dahlst.
- Taraxacum refectum Sonck
- Taraxacum reflectens Dahlst.
- Taraxacum reichenbachii (Huter) Dahlst.
- Taraxacum reichlingii Soest
- Taraxacum reinthalii Markl.
- Taraxacum remanens G.E.Haglund
- Taraxacum remanentilobum Soest
- Taraxacum remotilobum Dahlst.
- Taraxacum renosense Soest
- Taraxacum reophilum Soest
- Taraxacum repandum Pavlov
- Taraxacum repletum (Dahlst.) Brenner
- Taraxacum replicatum Hagend. & al.
- Taraxacum resectum Rail.
- Taraxacum respersum Sonck
- Taraxacum retortum Soest
- Taraxacum retroflexum H.Lindb.
- Taraxacum retroversum Dahlst.
- Taraxacum retzii Soest
- Taraxacum revalense H.Lindb.
- Taraxacum revertitans Greuter
- Taraxacum revolutum G.E.Haglund
- Taraxacum rhaeticum Soest
- Taraxacum rhamphodes G.E.Haglund
- Taraxacum rhodolepis Dahlst.
- Taraxacum rhodoneuron Dahlst.
- Taraxacum rhodopodum Dahlst. ex M.P.Christ. & Wiinst.
- Taraxacum rhomboideum M.P.Christ.
- Taraxacum rhusiolepium H.Øllg. & J. Räsänen
- Taraxacum ribii D.P.Petit
- Taraxacum richardsianum C.C.Haw.
- Taraxacum rigens Hagend. & al.
- Taraxacum rigescens Sonck
- Taraxacum rigidifolium Sonck
- Taraxacum rigidipes Sonck
- Taraxacum rigidum Soest
- Taraxacum rivale R.Doll
- Taraxacum rivulare Soest
- Taraxacum rizaense R.Doll
- Taraxacum roborovskyi Tzvelev
- Taraxacum robustiosum Rail.
- Taraxacum robustisquameum Rail.
- Taraxacum ronae Margetts
- Taraxacum rorippa Soest
- Taraxacum roseocarpum Soest
- Taraxacum roseoflavescens Tzvelev
- Taraxacum roseolepis Soest
- Taraxacum roseopedatum Soest
- Taraxacum roseopes K. Jung & al.
- Taraxacum roseum Bornm.
- Taraxacum rostochiense R.Doll
- Taraxacum rotundatum Markl.
- Taraxacum rubellum M.P.Christ.
- Taraxacum ruberuliforme Soest
- Taraxacum ruberulum Borgv. & Dahlst.
- Taraxacum rubicundum (Dahlst.) Dahlst.
- Taraxacum rubidipes G.E.Haglund
- Taraxacum rubidum Schischk.
- Taraxacum rubifolium Rasm.
- Taraxacum rubiginans Dahlst.
- Taraxacum rubiginosum Dahlst.
- Taraxacum rubrisquameum M.P.Christ.
- Taraxacum rubrolineatum H.Lindb.
- Taraxacum rufescens M.P.Christ.
- Taraxacum rufocarpoides Soest
- Taraxacum rufocarpum Soest
- Taraxacum rufonerve Soest
- Taraxacum rufonervosum Soest
- Taraxacum rufulum Soest
- Taraxacum rufum Dahlst.
- Taraxacum ruptifolium H.Øllg.
- Taraxacum russum Kirschner & Štěpánek
- Taraxacum rutilum Kirschner & Štěpánek
- Taraxacum saarsooanum G.E.Haglund
- Taraxacum saasense Soest
- Taraxacum sabaudum Soest
- Taraxacum sachalinense Kitam.
- Taraxacum sacrificatum Sonck
- Taraxacum saetigerum Saarsoo
- Taraxacum sagii Sonck
- Taraxacum sagittifolium Dahlst.
- Taraxacum sagittifrons M.P.Christ.
- Taraxacum sagittilobum W.Koch & Soest
- Taraxacum sagittipotens Dahlst. & Ohlsén ex G.E.Haglund
- Taraxacum sahlinianum Dudman & A.J.Richards
- Taraxacum sahlinii Rail.
- Taraxacum salinum Sch.Bip.
- Taraxacum salonikiense Sonck
- Taraxacum salsitatis Kirschner & al.
- Taraxacum salsum Kirschner & Štěpánek
- Taraxacum samicum Sonck & H.Øllg.
- Taraxacum samuelssonii Dahlst.
- Taraxacum sangilense Krasnob. & Khanm.
- Taraxacum sanguineum Markl.
- Taraxacum sanguinicolor Saarsoo
- Taraxacum santandricum Soest
- Taraxacum saphycraspedum Saarsoo & G.E.Haglund
- Taraxacum saposhnikovii Schischk.
- Taraxacum sarcidanum Arrigoni
- Taraxacum sarcophyllum Dahlst.
- Taraxacum sardomontanum Arrigoni
- Taraxacum saturatum Rail.
- Taraxacum saxenii Markl.
- Taraxacum scabrum M.P.Christ.
- Taraxacum scalare H.Øllg. & J. Räsänen
- Taraxacum scalenum M.P.Christ.
- Taraxacum scalifolium Hagend. & al.
- Taraxacum scaliforme W.Koch
- Taraxacum scanicum Dahlst.
- Taraxacum scariosum (Tausch) Kirschner & Štěpánek
- Taraxacum scaturiginosum G.E.Haglund
- Taraxacum schelkovnikovii Schischk.
- Taraxacum schischkinii Korol.
- Taraxacum schlobarum R.Doll
- Taraxacum schmidianum Sahlin
- Taraxacum schroeterianum Hand.-Mazz.
- Taraxacum schugnanicum Schischk.
- Taraxacum scintillatum Rail.
- Taraxacum scololobum G.E.Haglund
- Taraxacum scolopendriforme R.Doll
- Taraxacum scolopendrinum Heldr. ex Dahlst.
- Taraxacum scopulorum (A.Gray) Rydb.
- Taraxacum scoticum A.J.Richards
- Taraxacum scotiniforme Dahlst. ex G.E.Haglund
- Taraxacum scotinum Dahlst.
- Taraxacum scotocranum G.E.Haglund
- Taraxacum scotodes Dahlst.
- Taraxacum scotolepidiforme M.P.Christ.
- Taraxacum scotolepis Dahlst.
- Taraxacum scotophyllum Saarsoo
- Taraxacum selanderi G.E.Haglund
- Taraxacum selengense Tzvelev
- Taraxacum selengensis Tzvel.
- Taraxacum selenodon M.P.Christ.
- Taraxacum selenoides Sahlin
- Taraxacum selenolobum M.P.Christ.
- Taraxacum sellandii Dahlst.
- Taraxacum semicurvatum H.Øllg.
- Taraxacum semiglobosum H.Lindb.
- Taraxacum semilunare Saarsoo
- Taraxacum semireductum Rail.
- Taraxacum semisagittatum Rail.
- Taraxacum semitubulosum Jurtzev
- Taraxacum semiundulatum Rail.
- Taraxacum senile Soest
- Taraxacum senjavinensis Jurtzev & Tzvelev
- Taraxacum septentrionale Dahlst.
- Taraxacum seravschanicum Schischk.
- Taraxacum serotinum (Waldst. & Kit.) Fisch.
- Taraxacum serpenticola A.J.Richards
- Taraxacum serpentinum Soest
- Taraxacum serratidentatum Rail.
- Taraxacum serratifrons Florstr.
- Taraxacum serrulatum Rail.
- Taraxacum sertatum Kirschner & al.
- Taraxacum severum M.P.Christ.
- Taraxacum sherriffii Soest
- Taraxacum shetlandicum Dahlst.
- Taraxacum shikotanense Kitam.
- Taraxacum shimushirense Tatew. & Kitam.
- Taraxacum shirakium R.Doll
- Taraxacum shqipericum Sonck
- Taraxacum shumushuense Kitam.
- Taraxacum sibiricum Dahlst.
- Taraxacum siculum Soest
- Taraxacum sieheaniforme R.Doll
- Taraxacum sieheanum Soest
- Taraxacum sigillatum Rail.
- Taraxacum sigmoideum M.P.Christ.
- Taraxacum sikkimense Hand.-Mazz.
- Taraxacum silvicola Soest
- Taraxacum silvrettense Soest
- Taraxacum simile Raunk.
- Taraxacum simplicifolium G.E.Haglund
- Taraxacum simpliciusculum Soest
- Taraxacum simulans Kirschner & Štěpánek
- Taraxacum simulum Brenner
- Taraxacum singulare Brenner
- Taraxacum sinicum Kitag.
- Taraxacum sinotianschanicum Tzvelev
- Taraxacum sintenisii Dahlst.
- Taraxacum sinuatum Dahlst.
- Taraxacum sinulosum Rail.
- Taraxacum siphonanthum X.D.Sun & al.
- Taraxacum sitnjakovense R.Doll
- Taraxacum skalinskanum Małecka & Soest
- Taraxacum skalnatense R.Doll
- Taraxacum skanderbegii Sonck
- Taraxacum slovacum Klášt.
- Taraxacum soczavae Tzvelev
- Taraxacum solenanthinum Sahlin
- Taraxacum solidum Rail.
- Taraxacum sonchoides (D.Don) Sch.Bip.
- Taraxacum sonckii G.E.Haglund ex Sahlin
- Taraxacum songoricum Schischk.
- Taraxacum sophiae Kirschner & Štěpánek
- Taraxacum sordidepapposum Soest
- Taraxacum sordidulum Sonck
- Taraxacum sordidum Kirschner & Štěpánek
- Taraxacum spadiceum Kirschner & Štěpánek
- Taraxacum sparsidens G.E.Haglund
- Taraxacum spathulatum A.J.Richards
- Taraxacum speciosiflorum M.P.Christ.
- Taraxacum speciosum Raunk.
- Taraxacum spectabile Dahlst.
- Taraxacum sphaeroidale H.Øllg.
- Taraxacum sphaeroides Dahlst.
- Taraxacum sphenolobum G.E.Haglund
- Taraxacum spiculatum M.P.Christ.
- Taraxacum spiculiforme M.P.Christ.
- Taraxacum spiculigerum Rail.
- Taraxacum spilophylloides Dahlst.
- Taraxacum spilophyllum Dahlst.
- Taraxacum spilosum Sonck
- Taraxacum spissum H.Øllg. & J. Räsänen
- Taraxacum spiticum Soest
- Taraxacum splendidum G.E.Haglund
- Taraxacum spurium Saarsoo
- Taraxacum squamulosum Soest
- Taraxacum squarrosiceps Soest
- Taraxacum squarrosum Dahlst.
- Taraxacum staintonii Soest
- Taraxacum stanjukoviczii Schischk.
- Taraxacum starmuehleri Uhlemann
- Taraxacum staticifolium Soest
- Taraxacum staturale Rail.
- Taraxacum steenhoffianum Dahlst.
- Taraxacum stellare Markl.
- Taraxacum stenacrum Dahlst.
- Taraxacum stenanthum G.E.Haglund
- Taraxacum stenocephalum Boiss. & Kotschy
- Taraxacum stenoceras Dahlst.
- Taraxacum stenoglossum Brenner
- Taraxacum stenolepium Hand.-Mazz.
- Taraxacum stenolobum Stschegl.
- Taraxacum stenophyllum Markl.
- Taraxacum stenoschistoides Hagend. & al.
- Taraxacum stenoschistum Dahlst.
- Taraxacum stenospermum Sennen
- Taraxacum stepanovae Vorosch.
- Taraxacum stephanocephalum Soest
- Taraxacum stereodes T.A.Lange
- Taraxacum stereodiforme Soest
- Taraxacum sterneri G.E.Haglund
- Taraxacum stevenii (Spreng.) DC.
- Taraxacum steveniiforme R.Doll
- Taraxacum stewartii Soest
- Taraxacum stictophoreum M.P.Christ.
- Taraxacum stictophyllum Dahlst.
- Taraxacum strelitziense R.Doll
- Taraxacum strictilobum Soest
- Taraxacum strictum Kirschner & Štěpánek
- Taraxacum strizhoviae Vainberg
- Taraxacum strobilocephalum Kovalevsk.
- Taraxacum stylosum Soest
- Taraxacum suavissimum Kirschner & Štěpánek
- Taraxacum subalatum H.Lindb.
- Taraxacum subalpinum Hudziok
- Taraxacum subalternilobum A.P.Khokhr.
- Taraxacum subaragonicum Sahlin
- Taraxacum subargutum Soest
- Taraxacum subarmatum Hagend. & al.
- Taraxacum subatroplumbeum G.E.Haglund
- Taraxacum subaurosulum M.P.Christ.
- Taraxacum subborgvallii Uhlemann & al.
- Taraxacum subbracteatum A.J.Richards
- Taraxacum subbrevisectum Saarsoo
- Taraxacum subcalanthodium Kirschner & Štěpánek
- Taraxacum subcanescens Markl. ex Puol.
- Taraxacum subcontristans Kirschner & Štěpánek
- Taraxacum subcordatum Rail.
- Taraxacum subcoronatum Tzvelev
- Taraxacum subcrispum M.P.Christ.
- Taraxacum subdahlstedtii M.P.Christ.
- Taraxacum subdissimile Dahlst.
- Taraxacum subditivum Hagend. & al.
- Taraxacum subdolum Kirschner & Štěpánek
- Taraxacum subeburneum Rail.
- Taraxacum subecorniculatum Gilli
- Taraxacum subekmanii Rail.
- Taraxacum subelatum G.E.Haglund & Soest
- Taraxacum subericinum Hagend. & al.
- Taraxacum suberiopodum Soest
- Taraxacum subestriatum M.P.Christ.
- Taraxacum subeximium M.P.Christ.
- Taraxacum subexpallidum Dahlst.
- Taraxacum subgentile Rail.
- Taraxacum subgentiliforme G.E.Haglund & Soest
- Taraxacum subglaciale Schischk.
- Taraxacum subglaucescens Markl.
- Taraxacum subglebulosum Rail.
- Taraxacum subgrandidens G.E.Haglund
- Taraxacum subguttulosum Rail.
- Taraxacum subhamatum M.P.Christ.
- Taraxacum subhirtellum Dahlst. ex G.E.Haglund
- Taraxacum subhoplites M.P.Christ.
- Taraxacum subhuelphersianum M.P.Christ.
- Taraxacum subintegrum Dahlst.
- Taraxacum subjurassicum Soest
- Taraxacum sublaciniosum Dahlst. & H.Lindb.
- Taraxacum sublaeticolor Dahlst.
- Taraxacum subleucopodum M.P.Christ.
- Taraxacum sublime Sonck
- Taraxacum sublimiforme Sonck
- Taraxacum sublongisquameum M.P.Christ.
- Taraxacum submacilentum Tzvelev
- Taraxacum submaculosum Markl.
- Taraxacum submicrocranum Sonck
- Taraxacum submosciense Dahlst
- Taraxacum submucronatum Dahlst.
- Taraxacum submuticum G.E.Haglund
- Taraxacum subnaevosum A.J.Richards
- Taraxacum subnefrens M.P.Christ.
- Taraxacum subolivaceum Sonck
- Taraxacum subopacum Dahlst.
- Taraxacum subpallidissimum Soest
- Taraxacum subpardinum M.P.Christ.
- Taraxacum subpatens G.E.Haglund
- Taraxacum subpellucidum Rail.
- Taraxacum subpenicilliforme H.Lindb. ex Dahlst.
- Taraxacum subpolonicum Kirschner & Štěpánek
- Taraxacum subpraticola G.E.Haglund
- Taraxacum subreduncum M.P.Christ.
- Taraxacum subrepletum G.E.Haglund
- Taraxacum subrubescens G.E.Haglund
- Taraxacum subsaeviforme Rail.
- Taraxacum subsagittipotens Dahlst.
- Taraxacum subsaxenii Sahlin
- Taraxacum subscolopendricum M.P.Christ.
- Taraxacum subserratifrons Saarsoo
- Taraxacum subspectabile M.P.Christ.
- Taraxacum subspilophyllum G.E.Haglund
- Taraxacum subtenuiforme M.P.Christ.
- Taraxacum subtile Markl.
- Taraxacum subudum Kirschner & Štěpánek
- Taraxacum subulatidens G.E.Haglund
- Taraxacum subulatum Markl.
- Taraxacum subulicuspis G.E.Haglund
- Taraxacum subulisquameum Brenner
- Taraxacum subundulatum Dahlst.
- Taraxacum subvestrobottnicum G.E.Haglund
- Taraxacum subxanthostigma M.P.Chr. ex H.Øllg.
- Taraxacum suecicum G.E.Haglund
- Taraxacum sugawarae H.Koidz.
- Taraxacum sulger-buelii Soest
- Taraxacum sulitelmae G.E.Haglund
- Taraxacum sumneviczii Schischk.
- Taraxacum sundbergii Dahlst.
- Taraxacum superbum Markl.
- Taraxacum suspectum Kirschner & Štěpánek
- Taraxacum svetlanae Czerep.
- Taraxacum sylvanicum R.Doll
- Taraxacum symphorilobum G.E.Haglund
- Taraxacum syriacum Boiss.
- Taraxacum tadshikorum Ovczinn.
- Taraxacum taeniatum G.E.Haglund
- Taraxacum taeniformatum Rail.
- Taraxacum taimyrense Tzvelev
- Taraxacum tamarae Kharkev. & Tzvelev
- Taraxacum tamesense A.J.Richards
- Taraxacum tanylepis Dahlst.
- Taraxacum tanyodon Rail.
- Taraxacum tanyolobum Dahlst.
- Taraxacum tanyphyllum Dahlst.
- Taraxacum tarraconense Sennen
- Taraxacum taschkenticum Orazova
- Taraxacum tatewakii Kitam.
- Taraxacum tatrense R.Doll
- Taraxacum tauricum Kotov
- Taraxacum telmatophilum Kirschner & Štěpánek
- Taraxacum tenebricans (Dahlst.) H.Lindb.
- Taraxacum tenebristylum Soest
- Taraxacum tenejapense A.J.Richards
- Taraxacum tenellisquameum Markl. ex Markl.
- Taraxacum tenue G.E.Haglund
- Taraxacum tenuiceps Soest
- Taraxacum tenuifolium (Hoppe & Hornsch.) W.D.J.Koch
- Taraxacum tenuiforme G.E.Haglund
- Taraxacum tenuilinguatum Rail.
- Taraxacum tenuilobum (Dahlst.) Dahlst.
- Taraxacum tenuipetiolatum Rail.
- Taraxacum tenuisectum Sommier & Levier
- Taraxacum tenuisquameum Dahlst. ex G.E.Haglund
- Taraxacum terenodes Sonck
- Taraxacum teres Sonck
- Taraxacum teuvaense Rail.
- Taraxacum texelense Hagend. & al.
- Taraxacum theodori Lundev. & H.Øllg.
- Taraxacum thessalicum Soest
- Taraxacum thracicum Soest
- Taraxacum tianschanicum Pavlov
- Taraxacum tibetanum Hand.-Mazz.
- Taraxacum tinctum Markl.
- Taraxacum tiroliense Dahlst.
- Taraxacum tokachiense H.Koidz.
- Taraxacum toletanum Sennen
- Taraxacum tolmaczevii Jurtzev
- Taraxacum tolosanum Sonck
- Taraxacum tonsum Kirschner & Štěpánek
- Taraxacum tornense T. C. E. Fries
- Taraxacum tortilobiforme Soest
- Taraxacum tortilobum Florstr.
- Taraxacum tortuosum Hagend. & al.
- Taraxacum torvum G.E.Haglund
- Taraxacum tourmalettense Soest
- Taraxacum transjordanicum Soest
- Taraxacum triangulare H.Lindb.
- Taraxacum triangularidentatum Soest
- Taraxacum tricolor Soest
- Taraxacum tricuspidatum Soest
- Taraxacum triforme Soest
- Taraxacum trigonense Sonck
- Taraxacum trigonolobum Dahlst.
- Taraxacum trigonum M.P.Christ.
- Taraxacum trilobatum Palmgr.
- Taraxacum trilobifolium Hudziok
- Taraxacum triste M.P.Christ.
- Taraxacum tristiceps Soest
- Taraxacum tropaeatum Rail.
- Taraxacum trottii Soest
- Taraxacum truculentum Rail.
- Taraxacum tujuksuense Orazova
- Taraxacum tumentilobum Puol.
- Taraxacum turbidum Sonck
- Taraxacum turbiniceps G.E.Haglund
- Taraxacum turcicum Soest
- Taraxacum turfosiforme Kirschner & Štěpánek
- Taraxacum turfosum (Sch.Bip.) Soest
- Taraxacum turgaicum Schischk.
- Taraxacum turgidum Meierott & H.Øllg.
- Taraxacum turritum Kirschner & Štěpánek
- Taraxacum tuvinense Krasnob. & Krasnikov
- Taraxacum tuzgoluense Yıld. & Doğru-Koca
- Taraxacum tzvelevii Schischk.
- Taraxacum uberilobum H.Lindb.
- Taraxacum udum Jord.
- Taraxacum uliginosum Kirschner & Štěpánek
- Taraxacum ulogonioides Rail.
- Taraxacum ulophyllum M.P.Christ.
- Taraxacum umbonulatum Rail.
- Taraxacum umbriniforme R.Doll
- Taraxacum umbrinum Dahlst. ex G.E.Haglund
- Taraxacum uncatilobum M.P.Christ.
- Taraxacum uncatum G.E.Haglund
- Taraxacum uncidentatum Rail.
- Taraxacum uncinatum (Brenner) Brenner
- Taraxacum uncosum G.E.Haglund
- Taraxacum undulatiflorum M.P.Christ.
- Taraxacum undulatiforme Dahlst.
- Taraxacum undulatum H.Lindb. & Marklund
- Taraxacum unguiferum R.G.Bäck
- Taraxacum unguifrons Hagend. & al.
- Taraxacum unguilobifrons A.J.Richards
- Taraxacum unguilobum Dahlst.
- Taraxacum ungulatum (Brenner) Brenner
- Taraxacum unicoloratum A.J.Richards
- Taraxacum uniforme H.Øllg.
- Taraxacum urbicola Kirschner & al.
- Taraxacum urdzharense Orazova
- Taraxacum uschakovii Jurtzev
- Taraxacum userinum R.Doll
- Taraxacum ussuriense Kom.
- Taraxacum ustamenum R.Doll
- Taraxacum uvidum Kirschner & Štěpánek
- Taraxacum uzunoglui Soest
- Taraxacum vaccarii Soest
- Taraxacum vacillans G.E.Haglund
- Taraxacum vagum Soest
- Taraxacum vaitolahtense G.E.Haglund
- Taraxacum valdedentatum Dahlst.
- Taraxacum valens Markl.
- Taraxacum valesiacum Soest
- Taraxacum vanum H.Øllg.
- Taraxacum vardenium R.Doll
- Taraxacum variegatum Kitag.
- Taraxacum varioviolaceum A.P.Khokhr.
- Taraxacum varsobicum Schischk.
- Taraxacum vassilczenkoi Schischk.
- Taraxacum vastisectiforme Hagend. & al.
- Taraxacum vastisectum Markl. ex Puol.
- Taraxacum vatisectum Markl.
- Taraxacum vauclusense Soest
- Taraxacum vendibile Kirschner & Štěpánek
- Taraxacum venticola A.J.Richards
- Taraxacum ventorum G.E.Haglund
- Taraxacum venustum Dahlst.
- Taraxacum vepallidum Kirschner & Štěpánek
- Taraxacum verecundum G.E.Haglund
- Taraxacum vernelense Soest
- Taraxacum versaillense Soest
- Taraxacum verticosum Rail.
- Taraxacum verutigerum Rail.
- Taraxacum vestitum Vorosch.
- Taraxacum vestmannicum M.P.Christ.
- Taraxacum vestrobottnicum Dahlst.
- Taraxacum vestrogothicum Dahlst.
- Taraxacum vetteri Soest
- Taraxacum vexatum Sonck
- Taraxacum viale Sonck
- Taraxacum vidlense R.Doll
- Taraxacum vindobonense Soest
- Taraxacum vinosicoloratum Rail.
- Taraxacum vinosum Soest
- Taraxacum violaceifrons Trávn.
- Taraxacum violaceinervosum Rail.
- Taraxacum violaceipetiolatum Rail.
- Taraxacum violaceum R.Doll
- Taraxacum violascens Dahlst.
- Taraxacum virellum G.E.Haglund ex Sahlin
- Taraxacum virgineum Kirschner, Štěpánek & Klimeš
- Taraxacum viridans G.E.Haglund ex H.Øllg.
- Taraxacum viridescens G.E.Haglund
- Taraxacum vitalii Orazova
- Taraxacum vitellinum Dahlst.
- Taraxacum vulcanorum H.Koidz.
- Taraxacum vulgum R.Doll
- Taraxacum vulpinum Soest
- Taraxacum wallichii DC.
- Taraxacum wallonicum Soest
- Taraxacum walo-kochii Soest
- Taraxacum waltheri R.Doll
- Taraxacum warenum R.Doll
- Taraxacum wattii Hook.f.
- Taraxacum webbii A.J.Richards
- Taraxacum wendelboanum Soest
- Taraxacum westmanii Rail.
- Taraxacum wibergense H.Øllg.
- Taraxacum wiinstedtii H.Øllg.
- Taraxacum wijtmaniae Sterk
- Taraxacum woroschilovii Gubanov
- Taraxacum wrangelicum Tzvelev
- Taraxacum xanthiense Soest
- Taraxacum xantholigulatum Sonck
- Taraxacum xanthophyllum G.E.Haglund
- Taraxacum xanthostigma H.Lindb.
- Taraxacum xerophilum Markl.
- Taraxacum xinyuanicum D.T.Zhai & Z.X. An
- Taraxacum xiphoideum G.E.Haglund
- Taraxacum yamamotoi Koidz.
- Taraxacum yetrofuense Kitam.
- Taraxacum yuparense H.Koidz.
- Taraxacum yvelinense Soest
- Taraxacum zagorae Sonck
- Taraxacum zelotes Sahlin
- Taraxacum zermattense Dahlst.
- Taraxacum zevenbergenii Soest
- Taraxacum zhukovae Tzvelev
- Taraxacum zineralum R.Doll
- Taraxacum ziwaschum R.Doll